# فهرست سیارک‌ها (۱۹۳۰۰۱–۱۹۴۰۰۱)
فهرست سیارک‌ها (۱۹۳۰۰۱ - ۱۹۴۰۰۱) فهرست سیارک‌ها از ۱۹۳۰۰۱ تا ۱۹۴۰۰۱ است.
| نام    | نام انگلیسی | تاریخ کشف       |
| ------ | ----------- | --------------- |
| ۱۹۳۰۰۱ | 2000 DZ114  | ۲۷ فوریه ۲۰۰۰   |
| ۱۹۳۰۰۲ | 2000 DZ116  | ۲۵ فوریه ۲۰۰۰   |
| ۱۹۳۰۰۳ | 2000 EO2    | ۳ مارس ۲۰۰۰     |
| ۱۹۳۰۰۴ | 2000 EJ5    | ۲ مارس ۲۰۰۰     |
| ۱۹۳۰۰۵ | 2000 ER5    | ۲ مارس ۲۰۰۰     |
| ۱۹۳۰۰۶ | 2000 ES9    | ۳ مارس ۲۰۰۰     |
| ۱۹۳۰۰۷ | 2000 ER11   | ۴ مارس ۲۰۰۰     |
| ۱۹۳۰۰۸ | 2000 EH16   | ۳ مارس ۲۰۰۰     |
| ۱۹۳۰۰۹ | 2000 EA18   | ۴ مارس ۲۰۰۰     |
| ۱۹۳۰۱۰ | 2000 EJ18   | ۴ مارس ۲۰۰۰     |
| ۱۹۳۰۱۱ | 2000 EO19   | ۵ مارس ۲۰۰۰     |
| ۱۹۳۰۱۲ | 2000 EV25   | ۸ مارس ۲۰۰۰     |
| ۱۹۳۰۱۳ | 2000 EP26   | ۸ مارس ۲۰۰۰     |
| ۱۹۳۰۱۴ | 2000 EC33   | ۵ مارس ۲۰۰۰     |
| ۱۹۳۰۱۵ | 2000 EN37   | ۸ مارس ۲۰۰۰     |
| ۱۹۳۰۱۶ | 2000 EQ38   | ۸ مارس ۲۰۰۰     |
| ۱۹۳۰۱۷ | 2000 EF42   | ۸ مارس ۲۰۰۰     |
| ۱۹۳۰۱۸ | 2000 EV42   | ۸ مارس ۲۰۰۰     |
| ۱۹۳۰۱۹ | 2000 EX42   | ۸ مارس ۲۰۰۰     |
| ۱۹۳۰۲۰ | 2000 EE51   | ۳ مارس ۲۰۰۰     |
| ۱۹۳۰۲۱ | 2000 EU52   | ۳ مارس ۲۰۰۰     |
| ۱۹۳۰۲۲ | 2000 EA57   | ۸ مارس ۲۰۰۰     |
| ۱۹۳۰۲۳ | 2000 ET57   | ۸ مارس ۲۰۰۰     |
| ۱۹۳۰۲۴ | 2000 ET60   | ۱۰ مارس ۲۰۰۰    |
| ۱۹۳۰۲۵ | 2000 EQ61   | ۱۰ مارس ۲۰۰۰    |
| ۱۹۳۰۲۶ | 2000 EJ66   | ۱۰ مارس ۲۰۰۰    |
| ۱۹۳۰۲۷ | 2000 EX67   | ۱۰ مارس ۲۰۰۰    |
| ۱۹۳۰۲۸ | 2000 EX70   | ۱۰ مارس ۲۰۰۰    |
| ۱۹۳۰۲۹ | 2000 EB74   | ۱۰ مارس ۲۰۰۰    |
| ۱۹۳۰۳۰ | 2000 EU74   | ۱۱ مارس ۲۰۰۰    |
| ۱۹۳۰۳۱ | 2000 EV76   | ۵ مارس ۲۰۰۰     |
| ۱۹۳۰۳۲ | 2000 ED80   | ۵ مارس ۲۰۰۰     |
| ۱۹۳۰۳۳ | 2000 EV91   | ۹ مارس ۲۰۰۰     |
| ۱۹۳۰۳۴ | 2000 ED115  | ۱۰ مارس ۲۰۰۰    |
| ۱۹۳۰۳۵ | 2000 EH127  | ۱۱ مارس ۲۰۰۰    |
| ۱۹۳۰۳۶ | 2000 EP127  | ۱۱ مارس ۲۰۰۰    |
| ۱۹۳۰۳۷ | 2000 ET128  | ۱۱ مارس ۲۰۰۰    |
| ۱۹۳۰۳۸ | 2000 ER130  | ۱۱ مارس ۲۰۰۰    |
| ۱۹۳۰۳۹ | 2000 ES133  | ۱۱ مارس ۲۰۰۰    |
| ۱۹۳۰۴۰ | 2000 EC160  | ۳ مارس ۲۰۰۰     |
| ۱۹۳۰۴۱ | 2000 ER160  | ۳ مارس ۲۰۰۰     |
| ۱۹۳۰۴۲ | 2000 EO162  | ۳ مارس ۲۰۰۰     |
| ۱۹۳۰۴۳ | 2000 EF174  | ۴ مارس ۲۰۰۰     |
| ۱۹۳۰۴۴ | 2000 FL2    | ۲۵ مارس ۲۰۰۰    |
| ۱۹۳۰۴۵ | 2000 FE6    | ۲۵ مارس ۲۰۰۰    |
| ۱۹۳۰۴۶ | 2000 FS8    | ۲۹ مارس ۲۰۰۰    |
| ۱۹۳۰۴۷ | 2000 FW11   | ۲۸ مارس ۲۰۰۰    |
| ۱۹۳۰۴۸ | 2000 FW14   | ۲۹ مارس ۲۰۰۰    |
| ۱۹۳۰۴۹ | 2000 FJ27   | ۲۷ مارس ۲۰۰۰    |
| ۱۹۳۰۵۰ | 2000 FS28   | ۲۷ مارس ۲۰۰۰    |
| ۱۹۳۰۵۱ | 2000 FB29   | ۲۷ مارس ۲۰۰۰    |
| ۱۹۳۰۵۲ | 2000 FE33   | ۲۹ مارس ۲۰۰۰    |
| ۱۹۳۰۵۳ | 2000 FE39   | ۲۹ مارس ۲۰۰۰    |
| ۱۹۳۰۵۴ | 2000 FR43   | ۲۹ مارس ۲۰۰۰    |
| ۱۹۳۰۵۵ | 2000 FJ45   | ۲۹ مارس ۲۰۰۰    |
| ۱۹۳۰۵۶ | 2000 FY50   | ۲۹ مارس ۲۰۰۰    |
| ۱۹۳۰۵۷ | 2000 FR51   | ۲۹ مارس ۲۰۰۰    |
| ۱۹۳۰۵۸ | 2000 FE64   | ۲۹ مارس ۲۰۰۰    |
| ۱۹۳۰۵۹ | 2000 FS66   | ۲۵ مارس ۲۰۰۰    |
| ۱۹۳۰۵۹ | 2000 GL     | ۲ آوریل ۲۰۰۰    |
| ۱۹۳۰۵۹ | 2000 GP     | ۱ آوریل ۲۰۰۰    |
| ۱۹۳۰۶۲ | 2000 GJ5    | ۴ آوریل ۲۰۰۰    |
| ۱۹۳۰۶۳ | 2000 GF7    | ۴ آوریل ۲۰۰۰    |
| ۱۹۳۰۶۴ | 2000 GD9    | ۵ آوریل ۲۰۰۰    |
| ۱۹۳۰۶۵ | 2000 GB12   | ۵ آوریل ۲۰۰۰    |
| ۱۹۳۰۶۶ | 2000 GW13   | ۵ آوریل ۲۰۰۰    |
| ۱۹۳۰۶۷ | 2000 GZ13   | ۵ آوریل ۲۰۰۰    |
| ۱۹۳۰۶۸ | 2000 GE15   | ۵ آوریل ۲۰۰۰    |
| ۱۹۳۰۶۹ | 2000 GS17   | ۵ آوریل ۲۰۰۰    |
| ۱۹۳۰۷۰ | 2000 GB21   | ۵ آوریل ۲۰۰۰    |
| ۱۹۳۰۷۱ | 2000 GJ23   | ۵ آوریل ۲۰۰۰    |
| ۱۹۳۰۷۲ | 2000 GF24   | ۵ آوریل ۲۰۰۰    |
| ۱۹۳۰۷۳ | 2000 GN25   | ۵ آوریل ۲۰۰۰    |
| ۱۹۳۰۷۴ | 2000 GF26   | ۵ آوریل ۲۰۰۰    |
| ۱۹۳۰۷۵ | 2000 GX29   | ۵ آوریل ۲۰۰۰    |
| ۱۹۳۰۷۶ | 2000 GT30   | ۵ آوریل ۲۰۰۰    |
| ۱۹۳۰۷۷ | 2000 GV30   | ۵ آوریل ۲۰۰۰    |
| ۱۹۳۰۷۸ | 2000 GB31   | ۵ آوریل ۲۰۰۰    |
| ۱۹۳۰۷۹ | 2000 GD34   | ۵ آوریل ۲۰۰۰    |
| ۱۹۳۰۸۰ | 2000 GW36   | ۵ آوریل ۲۰۰۰    |
| ۱۹۳۰۸۱ | 2000 GZ36   | ۵ آوریل ۲۰۰۰    |
| ۱۹۳۰۸۲ | 2000 GS37   | ۵ آوریل ۲۰۰۰    |
| ۱۹۳۰۸۳ | 2000 GD44   | ۵ آوریل ۲۰۰۰    |
| ۱۹۳۰۸۴ | 2000 GA53   | ۵ آوریل ۲۰۰۰    |
| ۱۹۳۰۸۵ | 2000 GO63   | ۵ آوریل ۲۰۰۰    |
| ۱۹۳۰۸۶ | 2000 GP64   | ۵ آوریل ۲۰۰۰    |
| ۱۹۳۰۸۷ | 2000 GW73   | ۵ آوریل ۲۰۰۰    |
| ۱۹۳۰۸۸ | 2000 GV74   | ۵ آوریل ۲۰۰۰    |
| ۱۹۳۰۸۹ | 2000 GE76   | ۵ آوریل ۲۰۰۰    |
| ۱۹۳۰۹۰ | 2000 GF80   | ۶ آوریل ۲۰۰۰    |
| ۱۹۳۰۹۱ | 2000 GP80   | ۶ آوریل ۲۰۰۰    |
| ۱۹۳۰۹۲ | 2000 GN99   | ۷ آوریل ۲۰۰۰    |
| ۱۹۳۰۹۳ | 2000 GJ103  | ۷ آوریل ۲۰۰۰    |
| ۱۹۳۰۹۴ | 2000 GT110  | ۲ آوریل ۲۰۰۰    |
| ۱۹۳۰۹۵ | 2000 GB112  | ۳ آوریل ۲۰۰۰    |
| ۱۹۳۰۹۶ | 2000 GD113  | ۵ آوریل ۲۰۰۰    |
| ۱۹۳۰۹۷ | 2000 GE115  | ۸ آوریل ۲۰۰۰    |
| ۱۹۳۰۹۸ | 2000 GM118  | ۳ آوریل ۲۰۰۰    |
| ۱۹۳۰۹۹ | 2000 GW119  | ۵ آوریل ۲۰۰۰    |
| ۱۹۳۱۰۰ | 2000 GN121  | ۶ آوریل ۲۰۰۰    |
| ۱۹۳۱۰۱ | 2000 GQ121  | ۶ آوریل ۲۰۰۰    |
| ۱۹۳۱۰۲ | 2000 GT121  | ۶ آوریل ۲۰۰۰    |
| ۱۹۳۱۰۳ | 2000 GD123  | ۱۱ آوریل ۲۰۰۰   |
| ۱۹۳۱۰۴ | 2000 GL128  | ۵ آوریل ۲۰۰۰    |
| ۱۹۳۱۰۵ | 2000 GD131  | ۷ آوریل ۲۰۰۰    |
| ۱۹۳۱۰۶ | 2000 GT132  | ۸ آوریل ۲۰۰۰    |
| ۱۹۳۱۰۷ | 2000 GE135  | ۸ آوریل ۲۰۰۰    |
| ۱۹۳۱۰۸ | 2000 GB138  | ۴ آوریل ۲۰۰۰    |
| ۱۹۳۱۰۹ | 2000 GP151  | ۵ آوریل ۲۰۰۰    |
| ۱۹۳۱۱۰ | 2000 GZ151  | ۶ آوریل ۲۰۰۰    |
| ۱۹۳۱۱۱ | 2000 GC153  | ۶ آوریل ۲۰۰۰    |
| ۱۹۳۱۱۲ | 2000 GU155  | ۶ آوریل ۲۰۰۰    |
| ۱۹۳۱۱۳ | 2000 GF159  | ۷ آوریل ۲۰۰۰    |
| ۱۹۳۱۱۴ | 2000 GE166  | ۵ آوریل ۲۰۰۰    |
| ۱۹۳۱۱۵ | 2000 GY170  | ۵ آوریل ۲۰۰۰    |
| ۱۹۳۱۱۶ | 2000 GG174  | ۵ آوریل ۲۰۰۰    |
| ۱۹۳۱۱۷ | 2000 GX174  | ۳ آوریل ۲۰۰۰    |
| ۱۹۳۱۱۷ | 2000 HJ     | ۲۴ آوریل ۲۰۰۰   |
| ۱۹۳۱۱۷ | 2000 HT     | ۲۴ آوریل ۲۰۰۰   |
| ۱۹۳۱۲۰ | 2000 HE4    | ۲۶ آوریل ۲۰۰۰   |
| ۱۹۳۱۲۱ | 2000 HG7    | ۲۸ آوریل ۲۰۰۰   |
| ۱۹۳۱۲۲ | 2000 HT9    | ۲۷ آوریل ۲۰۰۰   |
| ۱۹۳۱۲۳ | 2000 HC11   | ۲۷ آوریل ۲۰۰۰   |
| ۱۹۳۱۲۴ | 2000 HK22   | ۲۹ آوریل ۲۰۰۰   |
| ۱۹۳۱۲۵ | 2000 HL25   | ۲۴ آوریل ۲۰۰۰   |
| ۱۹۳۱۲۶ | 2000 HN25   | ۲۴ آوریل ۲۰۰۰   |
| ۱۹۳۱۲۷ | 2000 HQ25   | ۲۴ آوریل ۲۰۰۰   |
| ۱۹۳۱۲۸ | 2000 HU25   | ۲۴ آوریل ۲۰۰۰   |
| ۱۹۳۱۲۹ | 2000 HM28   | ۲۹ آوریل ۲۰۰۰   |
| ۱۹۳۱۳۰ | 2000 HQ43   | ۲۹ آوریل ۲۰۰۰   |
| ۱۹۳۱۳۱ | 2000 HZ44   | ۲۶ آوریل ۲۰۰۰   |
| ۱۹۳۱۳۲ | 2000 HY47   | ۲۹ آوریل ۲۰۰۰   |
| ۱۹۳۱۳۳ | 2000 HA50   | ۲۹ آوریل ۲۰۰۰   |
| ۱۹۳۱۳۴ | 2000 HY56   | ۲۴ آوریل ۲۰۰۰   |
| ۱۹۳۱۳۵ | 2000 HV59   | ۲۵ آوریل ۲۰۰۰   |
| ۱۹۳۱۳۶ | 2000 HB62   | ۲۵ آوریل ۲۰۰۰   |
| ۱۹۳۱۳۷ | 2000 HC62   | ۲۵ آوریل ۲۰۰۰   |
| ۱۹۳۱۳۸ | 2000 HE62   | ۲۵ آوریل ۲۰۰۰   |
| ۱۹۳۱۳۹ | 2000 HR63   | ۲۶ آوریل ۲۰۰۰   |
| ۱۹۳۱۴۰ | 2000 HQ67   | ۲۷ آوریل ۲۰۰۰   |
| ۱۹۳۱۴۱ | 2000 HT68   | ۲۸ آوریل ۲۰۰۰   |
| ۱۹۳۱۴۲ | 2000 HK72   | ۲۶ آوریل ۲۰۰۰   |
| ۱۹۳۱۴۳ | 2000 HV81   | ۲۹ آوریل ۲۰۰۰   |
| ۱۹۳۱۴۴ | 2000 HR89   | ۲۹ آوریل ۲۰۰۰   |
| ۱۹۳۱۴۵ | 2000 HN90   | ۲۹ آوریل ۲۰۰۰   |
| ۱۹۳۱۴۶ | 2000 HV97   | ۲۶ آوریل ۲۰۰۰   |
| ۱۹۳۱۴۷ | 2000 HZ99   | ۲۷ آوریل ۲۰۰۰   |
| ۱۹۳۱۴۸ | 2000 JX3    | ۴ مه ۲۰۰۰       |
| ۱۹۳۱۴۹ | 2000 JY4    | ۳ مه ۲۰۰۰       |
| ۱۹۳۱۵۰ | 2000 JU8    | ۷ مه ۲۰۰۰       |
| ۱۹۳۱۵۱ | 2000 JU21   | ۶ مه ۲۰۰۰       |
| ۱۹۳۱۵۲ | 2000 JS22   | ۷ مه ۲۰۰۰       |
| ۱۹۳۱۵۳ | 2000 JU25   | ۷ مه ۲۰۰۰       |
| ۱۹۳۱۵۴ | 2000 JP43   | ۷ مه ۲۰۰۰       |
| ۱۹۳۱۵۵ | 2000 JZ44   | ۷ مه ۲۰۰۰       |
| ۱۹۳۱۵۶ | 2000 JD64   | ۱۰ مه ۲۰۰۰      |
| ۱۹۳۱۵۷ | 2000 JT82   | ۷ مه ۲۰۰۰       |
| ۱۹۳۱۵۸ | 2000 KJ4    | ۲۸ مه ۲۰۰۰      |
| ۱۹۳۱۵۹ | 2000 KL7    | ۲۷ مه ۲۰۰۰      |
| ۱۹۳۱۶۰ | 2000 KR8    | ۲۸ مه ۲۰۰۰      |
| ۱۹۳۱۶۱ | 2000 KS8    | ۲۸ مه ۲۰۰۰      |
| ۱۹۳۱۶۲ | 2000 KU8    | ۲۸ مه ۲۰۰۰      |
| ۱۹۳۱۶۳ | 2000 KS9    | ۲۸ مه ۲۰۰۰      |
| ۱۹۳۱۶۴ | 2000 KT9    | ۲۸ مه ۲۰۰۰      |
| ۱۹۳۱۶۵ | 2000 KZ9    | ۲۸ مه ۲۰۰۰      |
| ۱۹۳۱۶۶ | 2000 KM29   | ۲۸ مه ۲۰۰۰      |
| ۱۹۳۱۶۷ | 2000 KK41   | ۳۱ مه ۲۰۰۰      |
| ۱۹۳۱۶۸ | 2000 KU42   | ۲۵ مه ۲۰۰۰      |
| ۱۹۳۱۶۹ | 2000 KN49   | ۳۰ مه ۲۰۰۰      |
| ۱۹۳۱۷۰ | 2000 KT49   | ۳۰ مه ۲۰۰۰      |
| ۱۹۳۱۷۱ | 2000 KT51   | ۳۱ مه ۲۰۰۰      |
| ۱۹۳۱۷۲ | 2000 LN8    | ۷ ژوئن ۲۰۰۰     |
| ۱۹۳۱۷۳ | 2000 LE9    | ۵ ژوئن ۲۰۰۰     |
| ۱۹۳۱۷۴ | 2000 LF22   | ۶ ژوئن ۲۰۰۰     |
| ۱۹۳۱۷۵ | 2000 OV7    | ۳۰ ژوئیه ۲۰۰۰   |
| ۱۹۳۱۷۶ | 2000 OV10   | ۲۳ ژوئیه ۲۰۰۰   |
| ۱۹۳۱۷۷ | 2000 OX18   | ۲۳ ژوئیه ۲۰۰۰   |
| ۱۹۳۱۷۸ | 2000 PK5    | ۴ اوت ۲۰۰۰      |
| ۱۹۳۱۷۹ | 2000 PP14   | ۱ اوت ۲۰۰۰      |
| ۱۹۳۱۸۰ | 2000 PU25   | ۴ اوت ۲۰۰۰      |
| ۱۹۳۱۸۱ | 2000 PK28   | ۴ اوت ۲۰۰۰      |
| ۱۹۳۱۸۱ | 2000 QR     | ۲۲ اوت ۲۰۰۰     |
| ۱۹۳۱۸۳ | 2000 QE16   | ۲۴ اوت ۲۰۰۰     |
| ۱۹۳۱۸۴ | 2000 QV37   | ۲۴ اوت ۲۰۰۰     |
| ۱۹۳۱۸۵ | 2000 QN42   | ۲۴ اوت ۲۰۰۰     |
| ۱۹۳۱۸۶ | 2000 QY45   | ۲۴ اوت ۲۰۰۰     |
| ۱۹۳۱۸۷ | 2000 QZ51   | ۲۴ اوت ۲۰۰۰     |
| ۱۹۳۱۸۸ | 2000 QQ56   | ۲۶ اوت ۲۰۰۰     |
| ۱۹۳۱۸۹ | 2000 QS56   | ۲۶ اوت ۲۰۰۰     |
| ۱۹۳۱۹۰ | 2000 QY59   | ۲۶ اوت ۲۰۰۰     |
| ۱۹۳۱۹۱ | 2000 QT85   | ۲۵ اوت ۲۰۰۰     |
| ۱۹۳۱۹۲ | 2000 QS93   | ۲۶ اوت ۲۰۰۰     |
| ۱۹۳۱۹۳ | 2000 QD112  | ۲۴ اوت ۲۰۰۰     |
| ۱۹۳۱۹۴ | 2000 QH118  | ۲۵ اوت ۲۰۰۰     |
| ۱۹۳۱۹۵ | 2000 QP124  | ۲۹ اوت ۲۰۰۰     |
| ۱۹۳۱۹۶ | 2000 QS125  | ۳۱ اوت ۲۰۰۰     |
| ۱۹۳۱۹۷ | 2000 QQ129  | ۳۰ اوت ۲۰۰۰     |
| ۱۹۳۱۹۸ | 2000 QT137  | ۳۱ اوت ۲۰۰۰     |
| ۱۹۳۱۹۹ | 2000 QL139  | ۳۱ اوت ۲۰۰۰     |
| ۱۹۳۲۰۰ | 2000 QZ146  | ۳۱ اوت ۲۰۰۰     |
| ۱۹۳۲۰۱ | 2000 QR147  | ۳۱ اوت ۲۰۰۰     |
| ۱۹۳۲۰۲ | 2000 QE155  | ۳۱ اوت ۲۰۰۰     |
| ۱۹۳۲۰۳ | 2000 QF159  | ۳۱ اوت ۲۰۰۰     |
| ۱۹۳۲۰۴ | 2000 QE172  | ۳۱ اوت ۲۰۰۰     |
| ۱۹۳۲۰۵ | 2000 QC192  | ۲۶ اوت ۲۰۰۰     |
| ۱۹۳۲۰۶ | 2000 QL194  | ۳۱ اوت ۲۰۰۰     |
| ۱۹۳۲۰۷ | 2000 QU197  | ۲۹ اوت ۲۰۰۰     |
| ۱۹۳۲۰۸ | 2000 QJ204  | ۲۹ اوت ۲۰۰۰     |
| ۱۹۳۲۰۹ | 2000 QC206  | ۳۱ اوت ۲۰۰۰     |
| ۱۹۳۲۱۰ | 2000 QZ208  | ۳۱ اوت ۲۰۰۰     |
| ۱۹۳۲۱۱ | 2000 QC212  | ۳۱ اوت ۲۰۰۰     |
| ۱۹۳۲۱۲ | 2000 QE224  | ۲۶ اوت ۲۰۰۰     |
| ۱۹۳۲۱۳ | 2000 QZ226  | ۳۱ اوت ۲۰۰۰     |
| ۱۹۳۲۱۴ | 2000 QB230  | ۳۱ اوت ۲۰۰۰     |
| ۱۹۳۲۱۵ | 2000 QG232  | ۳۱ اوت ۲۰۰۰     |
| ۱۹۳۲۱۵ | 2000 RC     | ۱ سپتامبر ۲۰۰۰  |
| ۱۹۳۲۱۷ | 2000 RM8    | ۱ سپتامبر ۲۰۰۰  |
| ۱۹۳۲۱۸ | 2000 RP25   | ۱ سپتامبر ۲۰۰۰  |
| ۱۹۳۲۱۹ | 2000 RG29   | ۱ سپتامبر ۲۰۰۰  |
| ۱۹۳۲۲۰ | 2000 RP30   | ۱ سپتامبر ۲۰۰۰  |
| ۱۹۳۲۲۱ | 2000 RZ34   | ۱ سپتامبر ۲۰۰۰  |
| ۱۹۳۲۲۲ | 2000 RS36   | ۲ سپتامبر ۲۰۰۰  |
| ۱۹۳۲۲۳ | 2000 RJ44   | ۳ سپتامبر ۲۰۰۰  |
| ۱۹۳۲۲۴ | 2000 RK45   | ۳ سپتامبر ۲۰۰۰  |
| ۱۹۳۲۲۵ | 2000 RG47   | ۳ سپتامبر ۲۰۰۰  |
| ۱۹۳۲۲۶ | 2000 RM49   | ۵ سپتامبر ۲۰۰۰  |
| ۱۹۳۲۲۷ | 2000 RP53   | ۷ سپتامبر ۲۰۰۰  |
| ۱۹۳۲۲۸ | 2000 RZ57   | ۷ سپتامبر ۲۰۰۰  |
| ۱۹۳۲۲۹ | 2000 RF80   | ۱ سپتامبر ۲۰۰۰  |
| ۱۹۳۲۳۰ | 2000 RO82   | ۱ سپتامبر ۲۰۰۰  |
| ۱۹۳۲۳۱ | 2000 RU83   | ۱ سپتامبر ۲۰۰۰  |
| ۱۹۳۲۳۲ | 2000 RB91   | ۳ سپتامبر ۲۰۰۰  |
| ۱۹۳۲۳۳ | 2000 RE103  | ۵ سپتامبر ۲۰۰۰  |
| ۱۹۳۲۳۳ | 2000 SY     | ۱۷ سپتامبر ۲۰۰۰ |
| ۱۹۳۲۳۵ | 2000 SE2    | ۲۰ سپتامبر ۲۰۰۰ |
| ۱۹۳۲۳۶ | 2000 SY7    | ۲۲ سپتامبر ۲۰۰۰ |
| ۱۹۳۲۳۷ | 2000 SB9    | ۲۳ سپتامبر ۲۰۰۰ |
| ۱۹۳۲۳۸ | 2000 ST21   | ۲۴ سپتامبر ۲۰۰۰ |
| ۱۹۳۲۳۹ | 2000 SB22   | ۲۴ سپتامبر ۲۰۰۰ |
| ۱۹۳۲۴۰ | 2000 SC24   | ۲۴ سپتامبر ۲۰۰۰ |
| ۱۹۳۲۴۱ | 2000 ST33   | ۲۴ سپتامبر ۲۰۰۰ |
| ۱۹۳۲۴۲ | 2000 SC35   | ۲۴ سپتامبر ۲۰۰۰ |
| ۱۹۳۲۴۳ | 2000 SS42   | ۲۸ سپتامبر ۲۰۰۰ |
| ۱۹۳۲۴۴ | 2000 SP45   | ۲۲ سپتامبر ۲۰۰۰ |
| ۱۹۳۲۴۵ | 2000 SZ51   | ۲۳ سپتامبر ۲۰۰۰ |
| ۱۹۳۲۴۶ | 2000 SS59   | ۲۴ سپتامبر ۲۰۰۰ |
| ۱۹۳۲۴۷ | 2000 SC62   | ۲۴ سپتامبر ۲۰۰۰ |
| ۱۹۳۲۴۸ | 2000 SA75   | ۲۴ سپتامبر ۲۰۰۰ |
| ۱۹۳۲۴۹ | 2000 SJ75   | ۲۴ سپتامبر ۲۰۰۰ |
| ۱۹۳۲۵۰ | 2000 SV76   | ۲۴ سپتامبر ۲۰۰۰ |
| ۱۹۳۲۵۱ | 2000 SF77   | ۲۴ سپتامبر ۲۰۰۰ |
| ۱۹۳۲۵۲ | 2000 SZ77   | ۲۴ سپتامبر ۲۰۰۰ |
| ۱۹۳۲۵۳ | 2000 SW78   | ۲۴ سپتامبر ۲۰۰۰ |
| ۱۹۳۲۵۴ | 2000 SV79   | ۲۴ سپتامبر ۲۰۰۰ |
| ۱۹۳۲۵۵ | 2000 SR85   | ۲۴ سپتامبر ۲۰۰۰ |
| ۱۹۳۲۵۶ | 2000 SG104  | ۲۴ سپتامبر ۲۰۰۰ |
| ۱۹۳۲۵۷ | 2000 SK106  | ۲۴ سپتامبر ۲۰۰۰ |
| ۱۹۳۲۵۸ | 2000 SC120  | ۲۴ سپتامبر ۲۰۰۰ |
| ۱۹۳۲۵۹ | 2000 SP120  | ۲۴ سپتامبر ۲۰۰۰ |
| ۱۹۳۲۶۰ | 2000 SK123  | ۲۴ سپتامبر ۲۰۰۰ |
| ۱۹۳۲۶۱ | 2000 SZ150  | ۲۴ سپتامبر ۲۰۰۰ |
| ۱۹۳۲۶۲ | 2000 ST151  | ۲۴ سپتامبر ۲۰۰۰ |
| ۱۹۳۲۶۳ | 2000 SJ155  | ۲۴ سپتامبر ۲۰۰۰ |
| ۱۹۳۲۶۴ | 2000 SQ155  | ۲۴ سپتامبر ۲۰۰۰ |
| ۱۹۳۲۶۵ | 2000 SH159  | ۲۷ سپتامبر ۲۰۰۰ |
| ۱۹۳۲۶۶ | 2000 SN163  | ۳۰ سپتامبر ۲۰۰۰ |
| ۱۹۳۲۶۷ | 2000 SY171  | ۲۷ سپتامبر ۲۰۰۰ |
| ۱۹۳۲۶۸ | 2000 SQ174  | ۲۸ سپتامبر ۲۰۰۰ |
| ۱۹۳۲۶۹ | 2000 SK180  | ۲۸ سپتامبر ۲۰۰۰ |
| ۱۹۳۲۷۰ | 2000 SL183  | ۲۰ سپتامبر ۲۰۰۰ |
| ۱۹۳۲۷۱ | 2000 SC184  | ۲۰ سپتامبر ۲۰۰۰ |
| ۱۹۳۲۷۲ | 2000 SM188  | ۲۱ سپتامبر ۲۰۰۰ |
| ۱۹۳۲۷۳ | 2000 ST190  | ۲۳ سپتامبر ۲۰۰۰ |
| ۱۹۳۲۷۴ | 2000 SV192  | ۲۴ سپتامبر ۲۰۰۰ |
| ۱۹۳۲۷۵ | 2000 SR204  | ۲۴ سپتامبر ۲۰۰۰ |
| ۱۹۳۲۷۶ | 2000 SY204  | ۲۴ سپتامبر ۲۰۰۰ |
| ۱۹۳۲۷۷ | 2000 SZ209  | ۲۵ سپتامبر ۲۰۰۰ |
| ۱۹۳۲۷۸ | 2000 SL212  | ۲۵ سپتامبر ۲۰۰۰ |
| ۱۹۳۲۷۹ | 2000 SV212  | ۲۵ سپتامبر ۲۰۰۰ |
| ۱۹۳۲۸۰ | 2000 SH213  | ۲۵ سپتامبر ۲۰۰۰ |
| ۱۹۳۲۸۱ | 2000 SD214  | ۲۶ سپتامبر ۲۰۰۰ |
| ۱۹۳۲۸۲ | 2000 SU215  | ۲۶ سپتامبر ۲۰۰۰ |
| ۱۹۳۲۸۳ | 2000 SP220  | ۲۶ سپتامبر ۲۰۰۰ |
| ۱۹۳۲۸۴ | 2000 SU226  | ۲۷ سپتامبر ۲۰۰۰ |
| ۱۹۳۲۸۵ | 2000 SC227  | ۲۷ سپتامبر ۲۰۰۰ |
| ۱۹۳۲۸۶ | 2000 SX231  | ۲۴ سپتامبر ۲۰۰۰ |
| ۱۹۳۲۸۷ | 2000 SY231  | ۲۴ سپتامبر ۲۰۰۰ |
| ۱۹۳۲۸۸ | 2000 SD232  | ۲۶ سپتامبر ۲۰۰۰ |
| ۱۹۳۲۸۹ | 2000 SL232  | ۲۷ سپتامبر ۲۰۰۰ |
| ۱۹۳۲۹۰ | 2000 SO232  | ۲۸ سپتامبر ۲۰۰۰ |
| ۱۹۳۲۹۱ | 2000 SU236  | ۲۴ سپتامبر ۲۰۰۰ |
| ۱۹۳۲۹۲ | 2000 SL238  | ۲۶ سپتامبر ۲۰۰۰ |
| ۱۹۳۲۹۳ | 2000 SO239  | ۲۷ سپتامبر ۲۰۰۰ |
| ۱۹۳۲۹۴ | 2000 SO240  | ۲۶ سپتامبر ۲۰۰۰ |
| ۱۹۳۲۹۵ | 2000 SK242  | ۲۴ سپتامبر ۲۰۰۰ |
| ۱۹۳۲۹۶ | 2000 SR245  | ۲۴ سپتامبر ۲۰۰۰ |
| ۱۹۳۲۹۷ | 2000 SF249  | ۲۴ سپتامبر ۲۰۰۰ |
| ۱۹۳۲۹۸ | 2000 SG264  | ۲۶ سپتامبر ۲۰۰۰ |
| ۱۹۳۲۹۹ | 2000 SB273  | ۲۸ سپتامبر ۲۰۰۰ |
| ۱۹۳۳۰۰ | 2000 SO275  | ۲۸ سپتامبر ۲۰۰۰ |
| ۱۹۳۳۰۱ | 2000 SN276  | ۳۰ سپتامبر ۲۰۰۰ |
| ۱۹۳۳۰۲ | 2000 SU277  | ۳۰ سپتامبر ۲۰۰۰ |
| ۱۹۳۳۰۳ | 2000 SF278  | ۳۰ سپتامبر ۲۰۰۰ |
| ۱۹۳۳۰۴ | 2000 SQ279  | ۲۵ سپتامبر ۲۰۰۰ |
| ۱۹۳۳۰۵ | 2000 SS281  | ۲۳ سپتامبر ۲۰۰۰ |
| ۱۹۳۳۰۶ | 2000 SD285  | ۲۳ سپتامبر ۲۰۰۰ |
| ۱۹۳۳۰۷ | 2000 SZ294  | ۲۷ سپتامبر ۲۰۰۰ |
| ۱۹۳۳۰۸ | 2000 SG300  | ۲۸ سپتامبر ۲۰۰۰ |
| ۱۹۳۳۰۹ | 2000 SP303  | ۲۸ سپتامبر ۲۰۰۰ |
| ۱۹۳۳۱۰ | 2000 SR303  | ۲۸ سپتامبر ۲۰۰۰ |
| ۱۹۳۳۱۱ | 2000 SY304  | ۳۰ سپتامبر ۲۰۰۰ |
| ۱۹۳۳۱۲ | 2000 SK305  | ۳۰ سپتامبر ۲۰۰۰ |
| ۱۹۳۳۱۳ | 2000 SR308  | ۳۰ سپتامبر ۲۰۰۰ |
| ۱۹۳۳۱۴ | 2000 SK309  | ۳۰ سپتامبر ۲۰۰۰ |
| ۱۹۳۳۱۵ | 2000 SQ317  | ۳۰ سپتامبر ۲۰۰۰ |
| ۱۹۳۳۱۶ | 2000 SW317  | ۳۰ سپتامبر ۲۰۰۰ |
| ۱۹۳۳۱۷ | 2000 SS322  | ۲۸ سپتامبر ۲۰۰۰ |
| ۱۹۳۳۱۸ | 2000 SV322  | ۲۸ سپتامبر ۲۰۰۰ |
| ۱۹۳۳۱۹ | 2000 SA325  | ۲۸ سپتامبر ۲۰۰۰ |
| ۱۹۳۳۲۰ | 2000 SE328  | ۳۰ سپتامبر ۲۰۰۰ |
| ۱۹۳۳۲۱ | 2000 SN334  | ۲۶ سپتامبر ۲۰۰۰ |
| ۱۹۳۳۲۲ | 2000 SM366  | ۲۳ سپتامبر ۲۰۰۰ |
| ۱۹۳۳۲۳ | 2000 SS367  | ۲۳ سپتامبر ۲۰۰۰ |
| ۱۹۳۳۲۴ | 2000 ST376  | ۲۵ سپتامبر ۲۰۰۰ |
| ۱۹۳۳۲۵ | 2000 TE3    | ۱ اکتبر ۲۰۰۰    |
| ۱۹۳۳۲۶ | 2000 TA10   | ۱ اکتبر ۲۰۰۰    |
| ۱۹۳۳۲۷ | 2000 TO11   | ۱ اکتبر ۲۰۰۰    |
| ۱۹۳۳۲۸ | 2000 TW14   | ۱ اکتبر ۲۰۰۰    |
| ۱۹۳۳۲۹ | 2000 TZ21   | ۲ اکتبر ۲۰۰۰    |
| ۱۹۳۳۳۰ | 2000 TM26   | ۲ اکتبر ۲۰۰۰    |
| ۱۹۳۳۳۱ | 2000 TN29   | ۳ اکتبر ۲۰۰۰    |
| ۱۹۳۳۳۲ | 2000 TP35   | ۶ اکتبر ۲۰۰۰    |
| ۱۹۳۳۳۳ | 2000 TS36   | ۶ اکتبر ۲۰۰۰    |
| ۱۹۳۳۳۴ | 2000 TL49   | ۱ اکتبر ۲۰۰۰    |
| ۱۹۳۳۳۵ | 2000 TB65   | ۱ اکتبر ۲۰۰۰    |
| ۱۹۳۳۳۶ | 2000 TB67   | ۲ اکتبر ۲۰۰۰    |
| ۱۹۳۳۳۷ | 2000 TZ67   | ۳ اکتبر ۲۰۰۰    |
| ۱۹۳۳۳۸ | 2000 UR4    | ۲۴ اکتبر ۲۰۰۰   |
| ۱۹۳۳۳۹ | 2000 UO5    | ۲۴ اکتبر ۲۰۰۰   |
| ۱۹۳۳۴۰ | 2000 UU5    | ۱۹ اکتبر ۲۰۰۰   |
| ۱۹۳۳۴۱ | 2000 UE7    | ۲۴ اکتبر ۲۰۰۰   |
| ۱۹۳۳۴۲ | 2000 UG7    | ۲۴ اکتبر ۲۰۰۰   |
| ۱۹۳۳۴۳ | 2000 UZ11   | ۱۸ اکتبر ۲۰۰۰   |
| ۱۹۳۳۴۴ | 2000 UX14   | ۲۵ اکتبر ۲۰۰۰   |
| ۱۹۳۳۴۵ | 2000 UC17   | ۲۴ اکتبر ۲۰۰۰   |
| ۱۹۳۳۴۶ | 2000 UD18   | ۲۴ اکتبر ۲۰۰۰   |
| ۱۹۳۳۴۷ | 2000 UL19   | ۲۴ اکتبر ۲۰۰۰   |
| ۱۹۳۳۴۸ | 2000 US21   | ۲۴ اکتبر ۲۰۰۰   |
| ۱۹۳۳۴۹ | 2000 UU22   | ۲۴ اکتبر ۲۰۰۰   |
| ۱۹۳۳۵۰ | 2000 US24   | ۲۴ اکتبر ۲۰۰۰   |
| ۱۹۳۳۵۱ | 2000 UF29   | ۳۱ اکتبر ۲۰۰۰   |
| ۱۹۳۳۵۲ | 2000 UL30   | ۳۱ اکتبر ۲۰۰۰   |
| ۱۹۳۳۵۳ | 2000 UU32   | ۲۹ اکتبر ۲۰۰۰   |
| ۱۹۳۳۵۴ | 2000 UX34   | ۲۴ اکتبر ۲۰۰۰   |
| ۱۹۳۳۵۵ | 2000 UO42   | ۲۴ اکتبر ۲۰۰۰   |
| ۱۹۳۳۵۶ | 2000 UB43   | ۲۴ اکتبر ۲۰۰۰   |
| ۱۹۳۳۵۷ | 2000 UM45   | ۲۴ اکتبر ۲۰۰۰   |
| ۱۹۳۳۵۸ | 2000 UN46   | ۲۴ اکتبر ۲۰۰۰   |
| ۱۹۳۳۵۹ | 2000 UQ49   | ۲۴ اکتبر ۲۰۰۰   |
| ۱۹۳۳۶۰ | 2000 UB50   | ۲۴ اکتبر ۲۰۰۰   |
| ۱۹۳۳۶۱ | 2000 UC52   | ۲۴ اکتبر ۲۰۰۰   |
| ۱۹۳۳۶۲ | 2000 UT59   | ۲۵ اکتبر ۲۰۰۰   |
| ۱۹۳۳۶۳ | 2000 UL62   | ۲۵ اکتبر ۲۰۰۰   |
| ۱۹۳۳۶۴ | 2000 UC63   | ۲۵ اکتبر ۲۰۰۰   |
| ۱۹۳۳۶۵ | 2000 UV65   | ۲۵ اکتبر ۲۰۰۰   |
| ۱۹۳۳۶۶ | 2000 UJ67   | ۲۵ اکتبر ۲۰۰۰   |
| ۱۹۳۳۶۷ | 2000 UC71   | ۲۵ اکتبر ۲۰۰۰   |
| ۱۹۳۳۶۸ | 2000 UL71   | ۲۵ اکتبر ۲۰۰۰   |
| ۱۹۳۳۶۹ | 2000 UH73   | ۲۵ اکتبر ۲۰۰۰   |
| ۱۹۳۳۷۰ | 2000 UH83   | ۳۰ اکتبر ۲۰۰۰   |
| ۱۹۳۳۷۱ | 2000 UM88   | ۳۱ اکتبر ۲۰۰۰   |
| ۱۹۳۳۷۲ | 2000 UV98   | ۲۵ اکتبر ۲۰۰۰   |
| ۱۹۳۳۷۳ | 2000 UF105  | ۲۹ اکتبر ۲۰۰۰   |
| ۱۹۳۳۷۴ | 2000 UT107  | ۳۰ اکتبر ۲۰۰۰   |
| ۱۹۳۳۷۵ | 2000 UB108  | ۳۰ اکتبر ۲۰۰۰   |
| ۱۹۳۳۷۶ | 2000 UP109  | ۳۱ اکتبر ۲۰۰۰   |
| ۱۹۳۳۷۷ | 2000 VD1    | ۱ نوامبر ۲۰۰۰   |
| ۱۹۳۳۷۸ | 2000 VY16   | ۱ نوامبر ۲۰۰۰   |
| ۱۹۳۳۷۹ | 2000 VP19   | ۱ نوامبر ۲۰۰۰   |
| ۱۹۳۳۸۰ | 2000 VY23   | ۱ نوامبر ۲۰۰۰   |
| ۱۹۳۳۸۱ | 2000 VK24   | ۱ نوامبر ۲۰۰۰   |
| ۱۹۳۳۸۲ | 2000 VO24   | ۱ نوامبر ۲۰۰۰   |
| ۱۹۳۳۸۳ | 2000 VT27   | ۱ نوامبر ۲۰۰۰   |
| ۱۹۳۳۸۴ | 2000 VW28   | ۱ نوامبر ۲۰۰۰   |
| ۱۹۳۳۸۵ | 2000 VC30   | ۱ نوامبر ۲۰۰۰   |
| ۱۹۳۳۸۶ | 2000 VV30   | ۱ نوامبر ۲۰۰۰   |
| ۱۹۳۳۸۷ | 2000 VD35   | ۱ نوامبر ۲۰۰۰   |
| ۱۹۳۳۸۸ | 2000 VM35   | ۱ نوامبر ۲۰۰۰   |
| ۱۹۳۳۸۹ | 2000 VV44   | ۲ نوامبر ۲۰۰۰   |
| ۱۹۳۳۹۰ | 2000 VX44   | ۳ نوامبر ۲۰۰۰   |
| ۱۹۳۳۹۱ | 2000 VQ45   | ۲ نوامبر ۲۰۰۰   |
| ۱۹۳۳۹۲ | 2000 VA54   | ۳ نوامبر ۲۰۰۰   |
| ۱۹۳۳۹۳ | 2000 VX61   | ۹ نوامبر ۲۰۰۰   |
| ۱۹۳۳۹۴ | 2000 WX1    | ۱۷ نوامبر ۲۰۰۰  |
| ۱۹۳۳۹۵ | 2000 WU6    | ۱۹ نوامبر ۲۰۰۰  |
| ۱۹۳۳۹۶ | 2000 WH8    | ۲۰ نوامبر ۲۰۰۰  |
| ۱۹۳۳۹۷ | 2000 WQ9    | ۲۲ نوامبر ۲۰۰۰  |
| ۱۹۳۳۹۸ | 2000 WY13   | ۲۰ نوامبر ۲۰۰۰  |
| ۱۹۳۳۹۹ | 2000 WG15   | ۲۰ نوامبر ۲۰۰۰  |
| ۱۹۳۴۰۰ | 2000 WC18   | ۲۱ نوامبر ۲۰۰۰  |
| ۱۹۳۴۰۱ | 2000 WA20   | ۲۳ نوامبر ۲۰۰۰  |
| ۱۹۳۴۰۲ | 2000 WK25   | ۲۱ نوامبر ۲۰۰۰  |
| ۱۹۳۴۰۳ | 2000 WK29   | ۲۱ نوامبر ۲۰۰۰  |
| ۱۹۳۴۰۴ | 2000 WS29   | ۲۵ نوامبر ۲۰۰۰  |
| ۱۹۳۴۰۵ | 2000 WW30   | ۲۰ نوامبر ۲۰۰۰  |
| ۱۹۳۴۰۶ | 2000 WL36   | ۲۰ نوامبر ۲۰۰۰  |
| ۱۹۳۴۰۷ | 2000 WT37   | ۲۰ نوامبر ۲۰۰۰  |
| ۱۹۳۴۰۸ | 2000 WB38   | ۲۰ نوامبر ۲۰۰۰  |
| ۱۹۳۴۰۹ | 2000 WF38   | ۲۰ نوامبر ۲۰۰۰  |
| ۱۹۳۴۱۰ | 2000 WS50   | ۲۶ نوامبر ۲۰۰۰  |
| ۱۹۳۴۱۱ | 2000 WR53   | ۲۷ نوامبر ۲۰۰۰  |
| ۱۹۳۴۱۲ | 2000 WV59   | ۲۱ نوامبر ۲۰۰۰  |
| ۱۹۳۴۱۳ | 2000 WH61   | ۲۱ نوامبر ۲۰۰۰  |
| ۱۹۳۴۱۴ | 2000 WQ65   | ۲۸ نوامبر ۲۰۰۰  |
| ۱۹۳۴۱۵ | 2000 WB67   | ۲۶ نوامبر ۲۰۰۰  |
| ۱۹۳۴۱۶ | 2000 WZ67   | ۲۹ نوامبر ۲۰۰۰  |
| ۱۹۳۴۱۷ | 2000 WJ69   | ۱۹ نوامبر ۲۰۰۰  |
| ۱۹۳۴۱۸ | 2000 WY69   | ۱۹ نوامبر ۲۰۰۰  |
| ۱۹۳۴۱۹ | 2000 WG85   | ۲۰ نوامبر ۲۰۰۰  |
| ۱۹۳۴۲۰ | 2000 WX87   | ۲۰ نوامبر ۲۰۰۰  |
| ۱۹۳۴۲۱ | 2000 WD88   | ۲۰ نوامبر ۲۰۰۰  |
| ۱۹۳۴۲۲ | 2000 WT88   | ۲۰ نوامبر ۲۰۰۰  |
| ۱۹۳۴۲۳ | 2000 WS92   | ۲۱ نوامبر ۲۰۰۰  |
| ۱۹۳۴۲۴ | 2000 WZ92   | ۲۱ نوامبر ۲۰۰۰  |
| ۱۹۳۴۲۵ | 2000 WA93   | ۲۱ نوامبر ۲۰۰۰  |
| ۱۹۳۴۲۶ | 2000 WL93   | ۲۱ نوامبر ۲۰۰۰  |
| ۱۹۳۴۲۷ | 2000 WB97   | ۲۱ نوامبر ۲۰۰۰  |
| ۱۹۳۴۲۸ | 2000 WE101  | ۲۱ نوامبر ۲۰۰۰  |
| ۱۹۳۴۲۹ | 2000 WJ102  | ۲۶ نوامبر ۲۰۰۰  |
| ۱۹۳۴۳۰ | 2000 WP108  | ۲۰ نوامبر ۲۰۰۰  |
| ۱۹۳۴۳۱ | 2000 WX108  | ۲۰ نوامبر ۲۰۰۰  |
| ۱۹۳۴۳۲ | 2000 WA111  | ۲۰ نوامبر ۲۰۰۰  |
| ۱۹۳۴۳۳ | 2000 WE113  | ۲۰ نوامبر ۲۰۰۰  |
| ۱۹۳۴۳۴ | 2000 WZ115  | ۲۰ نوامبر ۲۰۰۰  |
| ۱۹۳۴۳۵ | 2000 WO116  | ۲۰ نوامبر ۲۰۰۰  |
| ۱۹۳۴۳۶ | 2000 WB117  | ۲۰ نوامبر ۲۰۰۰  |
| ۱۹۳۴۳۷ | 2000 WK120  | ۲۰ نوامبر ۲۰۰۰  |
| ۱۹۳۴۳۸ | 2000 WF123  | ۲۹ نوامبر ۲۰۰۰  |
| ۱۹۳۴۳۹ | 2000 WS124  | ۲۹ نوامبر ۲۰۰۰  |
| ۱۹۳۴۴۰ | 2000 WR126  | ۱۶ نوامبر ۲۰۰۰  |
| ۱۹۳۴۴۱ | 2000 WO127  | ۱۷ نوامبر ۲۰۰۰  |
| ۱۹۳۴۴۲ | 2000 WC129  | ۱۹ نوامبر ۲۰۰۰  |
| ۱۹۳۴۴۳ | 2000 WC131  | ۲۰ نوامبر ۲۰۰۰  |
| ۱۹۳۴۴۴ | 2000 WL135  | ۱۹ نوامبر ۲۰۰۰  |
| ۱۹۳۴۴۵ | 2000 WJ136  | ۲۰ نوامبر ۲۰۰۰  |
| ۱۹۳۴۴۶ | 2000 WR139  | ۲۱ نوامبر ۲۰۰۰  |
| ۱۹۳۴۴۷ | 2000 WS140  | ۲۱ نوامبر ۲۰۰۰  |
| ۱۹۳۴۴۸ | 2000 WG143  | ۲۰ نوامبر ۲۰۰۰  |
| ۱۹۳۴۴۹ | 2000 WW146  | ۲۸ نوامبر ۲۰۰۰  |
| ۱۹۳۴۵۰ | 2000 WQ151  | ۲۹ نوامبر ۲۰۰۰  |
| ۱۹۳۴۵۱ | 2000 WB158  | ۳۰ نوامبر ۲۰۰۰  |
| ۱۹۳۴۵۲ | 2000 WO168  | ۲۵ نوامبر ۲۰۰۰  |
| ۱۹۳۴۵۳ | 2000 WV169  | ۲۴ نوامبر ۲۰۰۰  |
| ۱۹۳۴۵۴ | 2000 WX174  | ۲۶ نوامبر ۲۰۰۰  |
| ۱۹۳۴۵۵ | 2000 WH181  | ۳۰ نوامبر ۲۰۰۰  |
| ۱۹۳۴۵۶ | 2000 XZ1    | ۱ دسامبر ۲۰۰۰   |
| ۱۹۳۴۵۷ | 2000 XJ2    | ۱ دسامبر ۲۰۰۰   |
| ۱۹۳۴۵۸ | 2000 XQ4    | ۱ دسامبر ۲۰۰۰   |
| ۱۹۳۴۵۹ | 2000 XK5    | ۱ دسامبر ۲۰۰۰   |
| ۱۹۳۴۶۰ | 2000 XE6    | ۱ دسامبر ۲۰۰۰   |
| ۱۹۳۴۶۱ | 2000 XZ6    | ۱ دسامبر ۲۰۰۰   |
| ۱۹۳۴۶۲ | 2000 XE7    | ۱ دسامبر ۲۰۰۰   |
| ۱۹۳۴۶۳ | 2000 XF10   | ۱ دسامبر ۲۰۰۰   |
| ۱۹۳۴۶۴ | 2000 XH12   | ۴ دسامبر ۲۰۰۰   |
| ۱۹۳۴۶۵ | 2000 XJ13   | ۴ دسامبر ۲۰۰۰   |
| ۱۹۳۴۶۶ | 2000 XA16   | ۱ دسامبر ۲۰۰۰   |
| ۱۹۳۴۶۷ | 2000 XK17   | ۱ دسامبر ۲۰۰۰   |
| ۱۹۳۴۶۸ | 2000 XL17   | ۱ دسامبر ۲۰۰۰   |
| ۱۹۳۴۶۹ | 2000 XL18   | ۴ دسامبر ۲۰۰۰   |
| ۱۹۳۴۷۰ | 2000 XU19   | ۴ دسامبر ۲۰۰۰   |
| ۱۹۳۴۷۱ | 2000 XR20   | ۴ دسامبر ۲۰۰۰   |
| ۱۹۳۴۷۲ | 2000 XH22   | ۴ دسامبر ۲۰۰۰   |
| ۱۹۳۴۷۳ | 2000 XV24   | ۴ دسامبر ۲۰۰۰   |
| ۱۹۳۴۷۴ | 2000 XH25   | ۴ دسامبر ۲۰۰۰   |
| ۱۹۳۴۷۵ | 2000 XO27   | ۴ دسامبر ۲۰۰۰   |
| ۱۹۳۴۷۶ | 2000 XR31   | ۴ دسامبر ۲۰۰۰   |
| ۱۹۳۴۷۷ | 2000 XO36   | ۵ دسامبر ۲۰۰۰   |
| ۱۹۳۴۷۸ | 2000 XN37   | ۵ دسامبر ۲۰۰۰   |
| ۱۹۳۴۷۹ | 2000 XG41   | ۵ دسامبر ۲۰۰۰   |
| ۱۹۳۴۸۰ | 2000 XL41   | ۵ دسامبر ۲۰۰۰   |
| ۱۹۳۴۸۱ | 2000 XU42   | ۵ دسامبر ۲۰۰۰   |
| ۱۹۳۴۸۲ | 2000 XQ43   | ۵ دسامبر ۲۰۰۰   |
| ۱۹۳۴۸۳ | 2000 XN46   | ۷ دسامبر ۲۰۰۰   |
| ۱۹۳۴۸۴ | 2000 XY52   | ۶ دسامبر ۲۰۰۰   |
| ۱۹۳۴۸۵ | 2000 XD53   | ۶ دسامبر ۲۰۰۰   |
| ۱۹۳۴۸۶ | 2000 XF53   | ۶ دسامبر ۲۰۰۰   |
| ۱۹۳۴۸۷ | 2000 XL53   | ۱۴ دسامبر ۲۰۰۰  |
| ۱۹۳۴۸۷ | 2000 YQ     | ۱۶ دسامبر ۲۰۰۰  |
| ۱۹۳۴۸۹ | 2000 YT1    | ۱۷ دسامبر ۲۰۰۰  |
| ۱۹۳۴۹۰ | 2000 YW5    | ۱۹ دسامبر ۲۰۰۰  |
| ۱۹۳۴۹۱ | 2000 YE6    | ۲۰ دسامبر ۲۰۰۰  |
| ۱۹۳۴۹۲ | 2000 YH6    | ۲۰ دسامبر ۲۰۰۰  |
| ۱۹۳۴۹۳ | 2000 YZ7    | ۲۱ دسامبر ۲۰۰۰  |
| ۱۹۳۴۹۴ | 2000 YX9    | ۲۰ دسامبر ۲۰۰۰  |
| ۱۹۳۴۹۵ | 2000 YK10   | ۲۱ دسامبر ۲۰۰۰  |
| ۱۹۳۴۹۶ | 2000 YA16   | ۲۲ دسامبر ۲۰۰۰  |
| ۱۹۳۴۹۷ | 2000 YR16   | ۲۰ دسامبر ۲۰۰۰  |
| ۱۹۳۴۹۸ | 2000 YS17   | ۲۵ دسامبر ۲۰۰۰  |
| ۱۹۳۴۹۹ | 2000 YL20   | ۲۷ دسامبر ۲۰۰۰  |
| ۱۹۳۵۰۰ | 2000 YX22   | ۲۸ دسامبر ۲۰۰۰  |
| ۱۹۳۵۰۱ | 2000 YL23   | ۲۸ دسامبر ۲۰۰۰  |
| ۱۹۳۵۰۲ | 2000 YR24   | ۲۸ دسامبر ۲۰۰۰  |
| ۱۹۳۵۰۳ | 2000 YC27   | ۲۶ دسامبر ۲۰۰۰  |
| ۱۹۳۵۰۴ | 2000 YH36   | ۳۰ دسامبر ۲۰۰۰  |
| ۱۹۳۵۰۵ | 2000 YP36   | ۳۰ دسامبر ۲۰۰۰  |
| ۱۹۳۵۰۶ | 2000 YY38   | ۳۰ دسامبر ۲۰۰۰  |
| ۱۹۳۵۰۷ | 2000 YF40   | ۳۰ دسامبر ۲۰۰۰  |
| ۱۹۳۵۰۸ | 2000 YG46   | ۳۰ دسامبر ۲۰۰۰  |
| ۱۹۳۵۰۹ | 2000 YV46   | ۳۰ دسامبر ۲۰۰۰  |
| ۱۹۳۵۱۰ | 2000 YL50   | ۳۰ دسامبر ۲۰۰۰  |
| ۱۹۳۵۱۱ | 2000 YS50   | ۳۰ دسامبر ۲۰۰۰  |
| ۱۹۳۵۱۲ | 2000 YG52   | ۳۰ دسامبر ۲۰۰۰  |
| ۱۹۳۵۱۳ | 2000 YG53   | ۳۰ دسامبر ۲۰۰۰  |
| ۱۹۳۵۱۴ | 2000 YA55   | ۳۰ دسامبر ۲۰۰۰  |
| ۱۹۳۵۱۵ | 2000 YU55   | ۳۰ دسامبر ۲۰۰۰  |
| ۱۹۳۵۱۶ | 2000 YL57   | ۳۰ دسامبر ۲۰۰۰  |
| ۱۹۳۵۱۷ | 2000 YR57   | ۳۰ دسامبر ۲۰۰۰  |
| ۱۹۳۵۱۸ | 2000 YA59   | ۳۰ دسامبر ۲۰۰۰  |
| ۱۹۳۵۱۹ | 2000 YP60   | ۳۰ دسامبر ۲۰۰۰  |
| ۱۹۳۵۲۰ | 2000 YS60   | ۳۰ دسامبر ۲۰۰۰  |
| ۱۹۳۵۲۱ | 2000 YG63   | ۳۰ دسامبر ۲۰۰۰  |
| ۱۹۳۵۲۲ | 2000 YL66   | ۳۰ دسامبر ۲۰۰۰  |
| ۱۹۳۵۲۳ | 2000 YE73   | ۳۰ دسامبر ۲۰۰۰  |
| ۱۹۳۵۲۴ | 2000 YZ74   | ۳۰ دسامبر ۲۰۰۰  |
| ۱۹۳۵۲۵ | 2000 YL80   | ۳۰ دسامبر ۲۰۰۰  |
| ۱۹۳۵۲۶ | 2000 YB83   | ۳۰ دسامبر ۲۰۰۰  |
| ۱۹۳۵۲۷ | 2000 YU83   | ۳۰ دسامبر ۲۰۰۰  |
| ۱۹۳۵۲۸ | 2000 YB86   | ۳۰ دسامبر ۲۰۰۰  |
| ۱۹۳۵۲۹ | 2000 YV86   | ۳۰ دسامبر ۲۰۰۰  |
| ۱۹۳۵۳۰ | 2000 YM91   | ۳۰ دسامبر ۲۰۰۰  |
| ۱۹۳۵۳۱ | 2000 YZ91   | ۳۰ دسامبر ۲۰۰۰  |
| ۱۹۳۵۳۲ | 2000 YC96   | ۳۰ دسامبر ۲۰۰۰  |
| ۱۹۳۵۳۳ | 2000 YD97   | ۳۰ دسامبر ۲۰۰۰  |
| ۱۹۳۵۳۴ | 2000 YQ109  | ۳۰ دسامبر ۲۰۰۰  |
| ۱۹۳۵۳۵ | 2000 YS109  | ۳۰ دسامبر ۲۰۰۰  |
| ۱۹۳۵۳۶ | 2000 YT109  | ۳۰ دسامبر ۲۰۰۰  |
| ۱۹۳۵۳۷ | 2000 YU112  | ۳۰ دسامبر ۲۰۰۰  |
| ۱۹۳۵۳۸ | 2000 YX112  | ۳۰ دسامبر ۲۰۰۰  |
| ۱۹۳۵۳۹ | 2000 YJ113  | ۳۰ دسامبر ۲۰۰۰  |
| ۱۹۳۵۴۰ | 2000 YN113  | ۳۰ دسامبر ۲۰۰۰  |
| ۱۹۳۵۴۱ | 2000 YO113  | ۳۰ دسامبر ۲۰۰۰  |
| ۱۹۳۵۴۲ | 2000 YC114  | ۳۰ دسامبر ۲۰۰۰  |
| ۱۹۳۵۴۳ | 2000 YT115  | ۳۰ دسامبر ۲۰۰۰  |
| ۱۹۳۵۴۴ | 2000 YL117  | ۳۰ دسامبر ۲۰۰۰  |
| ۱۹۳۵۴۵ | 2000 YN117  | ۳۰ دسامبر ۲۰۰۰  |
| ۱۹۳۵۴۶ | 2000 YJ120  | ۱۹ دسامبر ۲۰۰۰  |
| ۱۹۳۵۴۷ | 2000 YY120  | ۲۰ دسامبر ۲۰۰۰  |
| ۱۹۳۵۴۸ | 2000 YD121  | ۲۱ دسامبر ۲۰۰۰  |
| ۱۹۳۵۴۹ | 2000 YE122  | ۲۸ دسامبر ۲۰۰۰  |
| ۱۹۳۵۵۰ | 2000 YM125  | ۲۹ دسامبر ۲۰۰۰  |
| ۱۹۳۵۵۱ | 2000 YX125  | ۲۹ دسامبر ۲۰۰۰  |
| ۱۹۳۵۵۲ | 2000 YR126  | ۲۹ دسامبر ۲۰۰۰  |
| ۱۹۳۵۵۳ | 2000 YF132  | ۳۰ دسامبر ۲۰۰۰  |
| ۱۹۳۵۵۴ | 2000 YH133  | ۳۱ دسامبر ۲۰۰۰  |
| ۱۹۳۵۵۵ | 2000 YL136  | ۲۳ دسامبر ۲۰۰۰  |
| ۱۹۳۵۵۶ | 2000 YX139  | ۳۱ دسامبر ۲۰۰۰  |
| ۱۹۳۵۵۷ | 2001 AS3    | ۲ ژانویه ۲۰۰۱   |
| ۱۹۳۵۵۸ | 2001 AA4    | ۲ ژانویه ۲۰۰۱   |
| ۱۹۳۵۵۹ | 2001 AM4    | ۲ ژانویه ۲۰۰۱   |
| ۱۹۳۵۶۰ | 2001 AW10   | ۲ ژانویه ۲۰۰۱   |
| ۱۹۳۵۶۱ | 2001 AG11   | ۲ ژانویه ۲۰۰۱   |
| ۱۹۳۵۶۲ | 2001 AZ11   | ۲ ژانویه ۲۰۰۱   |
| ۱۹۳۵۶۳ | 2001 AO12   | ۲ ژانویه ۲۰۰۱   |
| ۱۹۳۵۶۴ | 2001 AW15   | ۲ ژانویه ۲۰۰۱   |
| ۱۹۳۵۶۵ | 2001 AJ27   | ۵ ژانویه ۲۰۰۱   |
| ۱۹۳۵۶۶ | 2001 AR30   | ۴ ژانویه ۲۰۰۱   |
| ۱۹۳۵۶۷ | 2001 AE32   | ۴ ژانویه ۲۰۰۱   |
| ۱۹۳۵۶۸ | 2001 AO33   | ۴ ژانویه ۲۰۰۱   |
| ۱۹۳۵۶۹ | 2001 AB34   | ۴ ژانویه ۲۰۰۱   |
| ۱۹۳۵۷۰ | 2001 AR36   | ۵ ژانویه ۲۰۰۱   |
| ۱۹۳۵۷۱ | 2001 AG40   | ۳ ژانویه ۲۰۰۱   |
| ۱۹۳۵۷۲ | 2001 AW40   | ۳ ژانویه ۲۰۰۱   |
| ۱۹۳۵۷۳ | 2001 AM42   | ۴ ژانویه ۲۰۰۱   |
| ۱۹۳۵۷۳ | 2001 BB     | ۱۷ ژانویه ۲۰۰۱  |
| ۱۹۳۵۷۳ | 2001 BF     | ۱۷ ژانویه ۲۰۰۱  |
| ۱۹۳۵۷۳ | 2001 BG     | ۱۷ ژانویه ۲۰۰۱  |
| ۱۹۳۵۷۷ | 2001 BY1    | ۱۶ ژانویه ۲۰۰۱  |
| ۱۹۳۵۷۸ | 2001 BH2    | ۱۶ ژانویه ۲۰۰۱  |
| ۱۹۳۵۷۹ | 2001 BS2    | ۱۸ ژانویه ۲۰۰۱  |
| ۱۹۳۵۸۰ | 2001 BM6    | ۱۹ ژانویه ۲۰۰۱  |
| ۱۹۳۵۸۱ | 2001 BW9    | ۱۶ ژانویه ۲۰۰۱  |
| ۱۹۳۵۸۲ | 2001 BF11   | ۱۶ ژانویه ۲۰۰۱  |
| ۱۹۳۵۸۳ | 2001 BG21   | ۱۹ ژانویه ۲۰۰۱  |
| ۱۹۳۵۸۴ | 2001 BL22   | ۲۰ ژانویه ۲۰۰۱  |
| ۱۹۳۵۸۵ | 2001 BB26   | ۲۰ ژانویه ۲۰۰۱  |
| ۱۹۳۵۸۶ | 2001 BT37   | ۲۱ ژانویه ۲۰۰۱  |
| ۱۹۳۵۸۷ | 2001 BQ38   | ۲۳ ژانویه ۲۰۰۱  |
| ۱۹۳۵۸۸ | 2001 BE40   | ۱۸ ژانویه ۲۰۰۱  |
| ۱۹۳۵۸۹ | 2001 BS42   | ۱۹ ژانویه ۲۰۰۱  |
| ۱۹۳۵۹۰ | 2001 BQ45   | ۲۱ ژانویه ۲۰۰۱  |
| ۱۹۳۵۹۱ | 2001 BV45   | ۲۱ ژانویه ۲۰۰۱  |
| ۱۹۳۵۹۲ | 2001 BN46   | ۲۱ ژانویه ۲۰۰۱  |
| ۱۹۳۵۹۳ | 2001 BR46   | ۲۱ ژانویه ۲۰۰۱  |
| ۱۹۳۵۹۴ | 2001 BQ49   | ۲۱ ژانویه ۲۰۰۱  |
| ۱۹۳۵۹۵ | 2001 BK55   | ۱۹ ژانویه ۲۰۰۱  |
| ۱۹۳۵۹۶ | 2001 BV60   | ۲۶ ژانویه ۲۰۰۱  |
| ۱۹۳۵۹۷ | 2001 BO63   | ۲۹ ژانویه ۲۰۰۱  |
| ۱۹۳۵۹۸ | 2001 BF65   | ۲۶ ژانویه ۲۰۰۱  |
| ۱۹۳۵۹۹ | 2001 BJ66   | ۲۶ ژانویه ۲۰۰۱  |
| ۱۹۳۶۰۰ | 2001 BO67   | ۳۱ ژانویه ۲۰۰۱  |
| ۱۹۳۶۰۱ | 2001 BQ68   | ۳۱ ژانویه ۲۰۰۱  |
| ۱۹۳۶۰۲ | 2001 BL70   | ۲۱ ژانویه ۲۰۰۱  |
| ۱۹۳۶۰۳ | 2001 BU71   | ۲۹ ژانویه ۲۰۰۱  |
| ۱۹۳۶۰۴ | 2001 BG73   | ۲۸ ژانویه ۲۰۰۱  |
| ۱۹۳۶۰۵ | 2001 BX75   | ۲۶ ژانویه ۲۰۰۱  |
| ۱۹۳۶۰۶ | 2001 BF78   | ۲۴ ژانویه ۲۰۰۱  |
| ۱۹۳۶۰۷ | 2001 BH82   | ۱۸ ژانویه ۲۰۰۱  |
| ۱۹۳۶۰۸ | 2001 CD2    | ۱ فوریه ۲۰۰۱    |
| ۱۹۳۶۰۹ | 2001 CA7    | ۱ فوریه ۲۰۰۱    |
| ۱۹۳۶۱۰ | 2001 CS8    | ۱ فوریه ۲۰۰۱    |
| ۱۹۳۶۱۱ | 2001 CQ12   | ۱ فوریه ۲۰۰۱    |
| ۱۹۳۶۱۲ | 2001 CG13   | ۱ فوریه ۲۰۰۱    |
| ۱۹۳۶۱۳ | 2001 CW13   | ۱ فوریه ۲۰۰۱    |
| ۱۹۳۶۱۴ | 2001 CZ13   | ۱ فوریه ۲۰۰۱    |
| ۱۹۳۶۱۵ | 2001 CY16   | ۱ فوریه ۲۰۰۱    |
| ۱۹۳۶۱۶ | 2001 CZ17   | ۲ فوریه ۲۰۰۱    |
| ۱۹۳۶۱۷ | 2001 CO18   | ۲ فوریه ۲۰۰۱    |
| ۱۹۳۶۱۸ | 2001 CP19   | ۲ فوریه ۲۰۰۱    |
| ۱۹۳۶۱۹ | 2001 CL21   | ۱ فوریه ۲۰۰۱    |
| ۱۹۳۶۲۰ | 2001 CZ21   | ۱ فوریه ۲۰۰۱    |
| ۱۹۳۶۲۱ | 2001 CU24   | ۱ فوریه ۲۰۰۱    |
| ۱۹۳۶۲۲ | 2001 CR25   | ۱ فوریه ۲۰۰۱    |
| ۱۹۳۶۲۳ | 2001 CC26   | ۱ فوریه ۲۰۰۱    |
| ۱۹۳۶۲۴ | 2001 CW26   | ۱ فوریه ۲۰۰۱    |
| ۱۹۳۶۲۵ | 2001 CD29   | ۲ فوریه ۲۰۰۱    |
| ۱۹۳۶۲۶ | 2001 CV31   | ۵ فوریه ۲۰۰۱    |
| ۱۹۳۶۲۷ | 2001 CD33   | ۱۳ فوریه ۲۰۰۱   |
| ۱۹۳۶۲۸ | 2001 CQ33   | ۱۳ فوریه ۲۰۰۱   |
| ۱۹۳۶۲۹ | 2001 CY33   | ۱۳ فوریه ۲۰۰۱   |
| ۱۹۳۶۳۰ | 2001 CY34   | ۱۳ فوریه ۲۰۰۱   |
| ۱۹۳۶۳۱ | 2001 CA37   | ۱۴ فوریه ۲۰۰۱   |
| ۱۹۳۶۳۲ | 2001 CU37   | ۱۵ فوریه ۲۰۰۱   |
| ۱۹۳۶۳۳ | 2001 CY39   | ۱۳ فوریه ۲۰۰۱   |
| ۱۹۳۶۳۴ | 2001 CS44   | ۱۵ فوریه ۲۰۰۱   |
| ۱۹۳۶۳۵ | 2001 CQ45   | ۱۵ فوریه ۲۰۰۱   |
| ۱۹۳۶۳۶ | 2001 CS45   | ۱۵ فوریه ۲۰۰۱   |
| ۱۹۳۶۳۷ | 2001 CQ48   | ۱۲ فوریه ۲۰۰۱   |
| ۱۹۳۶۳۸ | 2001 DY2    | ۱۶ فوریه ۲۰۰۱   |
| ۱۹۳۶۳۹ | 2001 DK13   | ۱۹ فوریه ۲۰۰۱   |
| ۱۹۳۶۴۰ | 2001 DJ15   | ۱۶ فوریه ۲۰۰۱   |
| ۱۹۳۶۴۱ | 2001 DH16   | ۱۶ فوریه ۲۰۰۱   |
| ۱۹۳۶۴۲ | 2001 DH18   | ۱۶ فوریه ۲۰۰۱   |
| ۱۹۳۶۴۳ | 2001 DK18   | ۱۶ فوریه ۲۰۰۱   |
| ۱۹۳۶۴۴ | 2001 DL22   | ۱۶ فوریه ۲۰۰۱   |
| ۱۹۳۶۴۵ | 2001 DL23   | ۱۷ فوریه ۲۰۰۱   |
| ۱۹۳۶۴۶ | 2001 DF26   | ۱۷ فوریه ۲۰۰۱   |
| ۱۹۳۶۴۷ | 2001 DB28   | ۱۷ فوریه ۲۰۰۱   |
| ۱۹۳۶۴۸ | 2001 DT30   | ۱۷ فوریه ۲۰۰۱   |
| ۱۹۳۶۴۹ | 2001 DA38   | ۱۹ فوریه ۲۰۰۱   |
| ۱۹۳۶۵۰ | 2001 DU38   | ۱۹ فوریه ۲۰۰۱   |
| ۱۹۳۶۵۱ | 2001 DL41   | ۱۹ فوریه ۲۰۰۱   |
| ۱۹۳۶۵۲ | 2001 DX41   | ۱۹ فوریه ۲۰۰۱   |
| ۱۹۳۶۵۳ | 2001 DB42   | ۱۹ فوریه ۲۰۰۱   |
| ۱۹۳۶۵۴ | 2001 DV42   | ۱۹ فوریه ۲۰۰۱   |
| ۱۹۳۶۵۵ | 2001 DV44   | ۱۹ فوریه ۲۰۰۱   |
| ۱۹۳۶۵۶ | 2001 DK45   | ۱۹ فوریه ۲۰۰۱   |
| ۱۹۳۶۵۷ | 2001 DP48   | ۱۶ فوریه ۲۰۰۱   |
| ۱۹۳۶۵۸ | 2001 DH50   | ۱۶ فوریه ۲۰۰۱   |
| ۱۹۳۶۵۹ | 2001 DX53   | ۲۰ فوریه ۲۰۰۱   |
| ۱۹۳۶۶۰ | 2001 DB55   | ۱۶ فوریه ۲۰۰۱   |
| ۱۹۳۶۶۱ | 2001 DH56   | ۱۶ فوریه ۲۰۰۱   |
| ۱۹۳۶۶۲ | 2001 DA60   | ۱۹ فوریه ۲۰۰۱   |
| ۱۹۳۶۶۳ | 2001 DG62   | ۱۹ فوریه ۲۰۰۱   |
| ۱۹۳۶۶۴ | 2001 DR62   | ۱۹ فوریه ۲۰۰۱   |
| ۱۹۳۶۶۵ | 2001 DU62   | ۱۹ فوریه ۲۰۰۱   |
| ۱۹۳۶۶۶ | 2001 DE63   | ۱۹ فوریه ۲۰۰۱   |
| ۱۹۳۶۶۷ | 2001 DU64   | ۱۹ فوریه ۲۰۰۱   |
| ۱۹۳۶۶۸ | 2001 DJ66   | ۱۹ فوریه ۲۰۰۱   |
| ۱۹۳۶۶۹ | 2001 DV66   | ۱۹ فوریه ۲۰۰۱   |
| ۱۹۳۶۷۰ | 2001 DY76   | ۲۲ فوریه ۲۰۰۱   |
| ۱۹۳۶۷۱ | 2001 DV84   | ۲۳ فوریه ۲۰۰۱   |
| ۱۹۳۶۷۲ | 2001 DA91   | ۲۱ فوریه ۲۰۰۱   |
| ۱۹۳۶۷۳ | 2001 DQ96   | ۱۷ فوریه ۲۰۰۱   |
| ۱۹۳۶۷۴ | 2001 DT99   | ۱۷ فوریه ۲۰۰۱   |
| ۱۹۳۶۷۵ | 2001 DA100  | ۱۷ فوریه ۲۰۰۱   |
| ۱۹۳۶۷۶ | 2001 DN103  | ۱۶ فوریه ۲۰۰۱   |
| ۱۹۳۶۷۷ | 2001 DH104  | ۱۶ فوریه ۲۰۰۱   |
| ۱۹۳۶۷۸ | 2001 DA105  | ۱۶ فوریه ۲۰۰۱   |
| ۱۹۳۶۷۹ | 2001 EO1    | ۱ مارس ۲۰۰۱     |
| ۱۹۳۶۸۰ | 2001 EX1    | ۱ مارس ۲۰۰۱     |
| ۱۹۳۶۸۱ | 2001 EE8    | ۲ مارس ۲۰۰۱     |
| ۱۹۳۶۸۲ | 2001 EH14   | ۱۵ مارس ۲۰۰۱    |
| ۱۹۳۶۸۳ | 2001 EO14   | ۱۵ مارس ۲۰۰۱    |
| ۱۹۳۶۸۴ | 2001 EP15   | ۱۴ مارس ۲۰۰۱    |
| ۱۹۳۶۸۵ | 2001 EG16   | ۱۵ مارس ۲۰۰۱    |
| ۱۹۳۶۸۶ | 2001 EP25   | ۱۵ مارس ۲۰۰۱    |
| ۱۹۳۶۸۷ | 2001 ET27   | ۲ مارس ۲۰۰۱     |
| ۱۹۳۶۸۸ | 2001 FY2    | ۱۸ مارس ۲۰۰۱    |
| ۱۹۳۶۸۹ | 2001 FQ4    | ۱۹ مارس ۲۰۰۱    |
| ۱۹۳۶۹۰ | 2001 FE10   | ۱۹ مارس ۲۰۰۱    |
| ۱۹۳۶۹۱ | 2001 FG11   | ۱۹ مارس ۲۰۰۱    |
| ۱۹۳۶۹۲ | 2001 FA13   | ۱۹ مارس ۲۰۰۱    |
| ۱۹۳۶۹۳ | 2001 FZ24   | ۱۸ مارس ۲۰۰۱    |
| ۱۹۳۶۹۴ | 2001 FK25   | ۱۸ مارس ۲۰۰۱    |
| ۱۹۳۶۹۵ | 2001 FU29   | ۱۹ مارس ۲۰۰۱    |
| ۱۹۳۶۹۶ | 2001 FN37   | ۱۸ مارس ۲۰۰۱    |
| ۱۹۳۶۹۷ | 2001 FV42   | ۱۸ مارس ۲۰۰۱    |
| ۱۹۳۶۹۸ | 2001 FR45   | ۱۸ مارس ۲۰۰۱    |
| ۱۹۳۶۹۹ | 2001 FQ52   | ۱۸ مارس ۲۰۰۱    |
| ۱۹۳۷۰۰ | 2001 FV57   | ۲۱ مارس ۲۰۰۱    |
| ۱۹۳۷۰۱ | 2001 FH58   | ۱۹ مارس ۲۰۰۱    |
| ۱۹۳۷۰۲ | 2001 FS62   | ۱۹ مارس ۲۰۰۱    |
| ۱۹۳۷۰۳ | 2001 FX63   | ۱۹ مارس ۲۰۰۱    |
| ۱۹۳۷۰۴ | 2001 FQ65   | ۱۹ مارس ۲۰۰۱    |
| ۱۹۳۷۰۵ | 2001 FT69   | ۱۹ مارس ۲۰۰۱    |
| ۱۹۳۷۰۶ | 2001 FB75   | ۱۹ مارس ۲۰۰۱    |
| ۱۹۳۷۰۷ | 2001 FK79   | ۲۱ مارس ۲۰۰۱    |
| ۱۹۳۷۰۸ | 2001 FE80   | ۲۱ مارس ۲۰۰۱    |
| ۱۹۳۷۰۹ | 2001 FG82   | ۲۳ مارس ۲۰۰۱    |
| ۱۹۳۷۱۰ | 2001 FT82   | ۲۳ مارس ۲۰۰۱    |
| ۱۹۳۷۱۱ | 2001 FC83   | ۲۴ مارس ۲۰۰۱    |
| ۱۹۳۷۱۲ | 2001 FO84   | ۲۶ مارس ۲۰۰۱    |
| ۱۹۳۷۱۳ | 2001 FG87   | ۲۱ مارس ۲۰۰۱    |
| ۱۹۳۷۱۴ | 2001 FA90   | ۲۷ مارس ۲۰۰۱    |
| ۱۹۳۷۱۵ | 2001 FP91   | ۱۶ مارس ۲۰۰۱    |
| ۱۹۳۷۱۶ | 2001 FF100  | ۱۷ مارس ۲۰۰۱    |
| ۱۹۳۷۱۷ | 2001 FP102  | ۱۷ مارس ۲۰۰۱    |
| ۱۹۳۷۱۸ | 2001 FW106  | ۱۸ مارس ۲۰۰۱    |
| ۱۹۳۷۱۹ | 2001 FY106  | ۱۸ مارس ۲۰۰۱    |
| ۱۹۳۷۲۰ | 2001 FE107  | ۱۸ مارس ۲۰۰۱    |
| ۱۹۳۷۲۱ | 2001 FN107  | ۱۸ مارس ۲۰۰۱    |
| ۱۹۳۷۲۲ | 2001 FR111  | ۱۸ مارس ۲۰۰۱    |
| ۱۹۳۷۲۳ | 2001 FP112  | ۱۸ مارس ۲۰۰۱    |
| ۱۹۳۷۲۴ | 2001 FT113  | ۱۹ مارس ۲۰۰۱    |
| ۱۹۳۷۲۵ | 2001 FR114  | ۱۹ مارس ۲۰۰۱    |
| ۱۹۳۷۲۶ | 2001 FQ139  | ۲۱ مارس ۲۰۰۱    |
| ۱۹۳۷۲۷ | 2001 FS139  | ۲۱ مارس ۲۰۰۱    |
| ۱۹۳۷۲۸ | 2001 FJ149  | ۲۴ مارس ۲۰۰۱    |
| ۱۹۳۷۲۹ | 2001 FZ153  | ۲۶ مارس ۲۰۰۱    |
| ۱۹۳۷۳۰ | 2001 FE156  | ۲۶ مارس ۲۰۰۱    |
| ۱۹۳۷۳۱ | 2001 FY162  | ۱۸ مارس ۲۰۰۱    |
| ۱۹۳۷۳۲ | 2001 FF168  | ۲۱ مارس ۲۰۰۱    |
| ۱۹۳۷۳۳ | 2001 FX169  | ۲۴ مارس ۲۰۰۱    |
| ۱۹۳۷۳۴ | 2001 FY179  | ۲۰ مارس ۲۰۰۱    |
| ۱۹۳۷۳۵ | 2001 FD180  | ۲۰ مارس ۲۰۰۱    |
| ۱۹۳۷۳۶ | 2001 FQ182  | ۲۵ مارس ۲۰۰۱    |
| ۱۹۳۷۳۷ | 2001 FY185  | ۱۶ مارس ۲۰۰۱    |
| ۱۹۳۷۳۸ | 2001 FT186  | ۱۸ مارس ۲۰۰۱    |
| ۱۹۳۷۳۹ | 2001 FQ187  | ۲۰ مارس ۲۰۰۱    |
| ۱۹۳۷۴۰ | 2001 FK188  | ۱۶ مارس ۲۰۰۱    |
| ۱۹۳۷۴۱ | 2001 HY19   | ۲۶ آوریل ۲۰۰۱   |
| ۱۹۳۷۴۲ | 2001 HE33   | ۲۷ آوریل ۲۰۰۱   |
| ۱۹۳۷۴۳ | 2001 HG54   | ۲۴ آوریل ۲۰۰۱   |
| ۱۹۳۷۴۴ | 2001 HW56   | ۲۴ آوریل ۲۰۰۱   |
| ۱۹۳۷۴۵ | 2001 HX58   | ۱۷ آوریل ۲۰۰۱   |
| ۱۹۳۷۴۶ | 2001 JB3    | ۱۵ مه ۲۰۰۱      |
| ۱۹۳۷۴۷ | 2001 JZ3    | ۱۵ مه ۲۰۰۱      |
| ۱۹۳۷۴۸ | 2001 JS9    | ۱۵ مه ۲۰۰۱      |
| ۱۹۳۷۴۸ | 2001 KG     | ۱۷ مه ۲۰۰۱      |
| ۱۹۳۷۵۰ | 2001 KC3    | ۱۷ مه ۲۰۰۱      |
| ۱۹۳۷۵۱ | 2001 KH9    | ۱۸ مه ۲۰۰۱      |
| ۱۹۳۷۵۲ | 2001 KR15   | ۱۸ مه ۲۰۰۱      |
| ۱۹۳۷۵۳ | 2001 KB25   | ۱۷ مه ۲۰۰۱      |
| ۱۹۳۷۵۴ | 2001 KH31   | ۲۲ مه ۲۰۰۱      |
| ۱۹۳۷۵۵ | 2001 KP40   | ۲۳ مه ۲۰۰۱      |
| ۱۹۳۷۵۶ | 2001 KA51   | ۲۱ مه ۲۰۰۱      |
| ۱۹۳۷۵۷ | 2001 KV60   | ۱۷ مه ۲۰۰۱      |
| ۱۹۳۷۵۸ | 2001 KN66   | ۲۳ مه ۲۰۰۱      |
| ۱۹۳۷۵۹ | 2001 KG72   | ۲۴ مه ۲۰۰۱      |
| ۱۹۳۷۶۰ | 2001 KY73   | ۲۵ مه ۲۰۰۱      |
| ۱۹۳۷۶۱ | 2001 KB74   | ۲۵ مه ۲۰۰۱      |
| ۱۹۳۷۶۲ | 2001 KO74   | ۲۶ مه ۲۰۰۱      |
| ۱۹۳۷۶۳ | 2001 LF12   | ۱۵ ژوئن ۲۰۰۱    |
| ۱۹۳۷۶۴ | 2001 LG13   | ۱۵ ژوئن ۲۰۰۱    |
| ۱۹۳۷۶۴ | 2001 MQ     | ۱۷ ژوئن ۲۰۰۱    |
| ۱۹۳۷۶۶ | 2001 MW1    | ۱۸ ژوئن ۲۰۰۱    |
| ۱۹۳۷۶۷ | 2001 ME13   | ۲۳ ژوئن ۲۰۰۱    |
| ۱۹۳۷۶۸ | 2001 MW16   | ۲۷ ژوئن ۲۰۰۱    |
| ۱۹۳۷۶۹ | 2001 MH23   | ۲۷ ژوئن ۲۰۰۱    |
| ۱۹۳۷۶۹ | 2001 NK     | ۹ ژوئیه ۲۰۰۱    |
| ۱۹۳۷۷۱ | 2001 NW2    | ۱۲ ژوئیه ۲۰۰۱   |
| ۱۹۳۷۷۲ | 2001 NK4    | ۱۳ ژوئیه ۲۰۰۱   |
| ۱۹۳۷۷۲ | 2001 OX     | ۱۷ ژوئیه ۲۰۰۱   |
| ۱۹۳۷۷۴ | 2001 OK5    | ۱۷ ژوئیه ۲۰۰۱   |
| ۱۹۳۷۷۵ | 2001 OL5    | ۱۷ ژوئیه ۲۰۰۱   |
| ۱۹۳۷۷۶ | 2001 OT11   | ۱۸ ژوئیه ۲۰۰۱   |
| ۱۹۳۷۷۷ | 2001 OG15   | ۱۸ ژوئیه ۲۰۰۱   |
| ۱۹۳۷۷۸ | 2001 OM16   | ۲۲ ژوئیه ۲۰۰۱   |
| ۱۹۳۷۷۹ | 2001 OT17   | ۱۷ ژوئیه ۲۰۰۱   |
| ۱۹۳۷۸۰ | 2001 OX24   | ۱۶ ژوئیه ۲۰۰۱   |
| ۱۹۳۷۸۱ | 2001 OR25   | ۱۸ ژوئیه ۲۰۰۱   |
| ۱۹۳۷۸۲ | 2001 OA34   | ۱۹ ژوئیه ۲۰۰۱   |
| ۱۹۳۷۸۳ | 2001 OT34   | ۱۹ ژوئیه ۲۰۰۱   |
| ۱۹۳۷۸۴ | 2001 OT40   | ۲۰ ژوئیه ۲۰۰۱   |
| ۱۹۳۷۸۵ | 2001 OX44   | ۱۶ ژوئیه ۲۰۰۱   |
| ۱۹۳۷۸۶ | 2001 OP48   | ۱۶ ژوئیه ۲۰۰۱   |
| ۱۹۳۷۸۷ | 2001 OJ51   | ۲۱ ژوئیه ۲۰۰۱   |
| ۱۹۳۷۸۸ | 2001 OZ53   | ۲۱ ژوئیه ۲۰۰۱   |
| ۱۹۳۷۸۹ | 2001 OB59   | ۲۱ ژوئیه ۲۰۰۱   |
| ۱۹۳۷۹۰ | 2001 OL72   | ۲۱ ژوئیه ۲۰۰۱   |
| ۱۹۳۷۹۱ | 2001 OE73   | ۲۱ ژوئیه ۲۰۰۱   |
| ۱۹۳۷۹۲ | 2001 OB79   | ۲۶ ژوئیه ۲۰۰۱   |
| ۱۹۳۷۹۳ | 2001 OR79   | ۲۷ ژوئیه ۲۰۰۱   |
| ۱۹۳۷۹۴ | 2001 OB87   | ۲۹ ژوئیه ۲۰۰۱   |
| ۱۹۳۷۹۵ | 2001 OF98   | ۲۵ ژوئیه ۲۰۰۱   |
| ۱۹۳۷۹۶ | 2001 OB104  | ۳۰ ژوئیه ۲۰۰۱   |
| ۱۹۳۷۹۷ | 2001 OO106  | ۲۹ ژوئیه ۲۰۰۱   |
| ۱۹۳۷۹۸ | 2001 PF8    | ۱۱ اوت ۲۰۰۱     |
| ۱۹۳۷۹۹ | 2001 PE12   | ۱۱ اوت ۲۰۰۱     |
| ۱۹۳۸۰۰ | 2001 PM12   | ۱۲ اوت ۲۰۰۱     |
| ۱۹۳۸۰۱ | 2001 PV13   | ۱۴ اوت ۲۰۰۱     |
| ۱۹۳۸۰۲ | 2001 PS17   | ۹ اوت ۲۰۰۱      |
| ۱۹۳۸۰۳ | 2001 PF19   | ۱۰ اوت ۲۰۰۱     |
| ۱۹۳۸۰۴ | 2001 PQ20   | ۱۰ اوت ۲۰۰۱     |
| ۱۹۳۸۰۵ | 2001 PA21   | ۱۰ اوت ۲۰۰۱     |
| ۱۹۳۸۰۶ | 2001 PO21   | ۱۰ اوت ۲۰۰۱     |
| ۱۹۳۸۰۷ | 2001 PM22   | ۱۰ اوت ۲۰۰۱     |
| ۱۹۳۸۰۸ | 2001 PK23   | ۱۱ اوت ۲۰۰۱     |
| ۱۹۳۸۰۹ | 2001 PQ27   | ۱۱ اوت ۲۰۰۱     |
| ۱۹۳۸۱۰ | 2001 PA39   | ۱۱ اوت ۲۰۰۱     |
| ۱۹۳۸۱۱ | 2001 PP42   | ۱۲ اوت ۲۰۰۱     |
| ۱۹۳۸۱۲ | 2001 PV50   | ۱۰ اوت ۲۰۰۱     |
| ۱۹۳۸۱۳ | 2001 PM52   | ۱۵ اوت ۲۰۰۱     |
| ۱۹۳۸۱۴ | 2001 PV57   | ۱۴ اوت ۲۰۰۱     |
| ۱۹۳۸۱۵ | 2001 PW57   | ۱۴ اوت ۲۰۰۱     |
| ۱۹۳۸۱۶ | 2001 PM65   | ۱۲ اوت ۲۰۰۱     |
| ۱۹۳۸۱۷ | 2001 PR65   | ۱۳ اوت ۲۰۰۱     |
| ۱۹۳۸۱۷ | 2001 QH     | ۱۶ اوت ۲۰۰۱     |
| ۱۹۳۸۱۹ | 2001 QE8    | ۱۶ اوت ۲۰۰۱     |
| ۱۹۳۸۲۰ | 2001 QV9    | ۱۶ اوت ۲۰۰۱     |
| ۱۹۳۸۲۱ | 2001 QN17   | ۱۶ اوت ۲۰۰۱     |
| ۱۹۳۸۲۲ | 2001 QD20   | ۱۶ اوت ۲۰۰۱     |
| ۱۹۳۸۲۳ | 2001 QL26   | ۱۶ اوت ۲۰۰۱     |
| ۱۹۳۸۲۴ | 2001 QO26   | ۱۶ اوت ۲۰۰۱     |
| ۱۹۳۸۲۵ | 2001 QT27   | ۱۶ اوت ۲۰۰۱     |
| ۱۹۳۸۲۶ | 2001 QM32   | ۱۷ اوت ۲۰۰۱     |
| ۱۹۳۸۲۷ | 2001 QX34   | ۱۶ اوت ۲۰۰۱     |
| ۱۹۳۸۲۸ | 2001 QC35   | ۱۶ اوت ۲۰۰۱     |
| ۱۹۳۸۲۹ | 2001 QX38   | ۱۶ اوت ۲۰۰۱     |
| ۱۹۳۸۳۰ | 2001 QS41   | ۱۶ اوت ۲۰۰۱     |
| ۱۹۳۸۳۱ | 2001 QU42   | ۱۶ اوت ۲۰۰۱     |
| ۱۹۳۸۳۲ | 2001 QW42   | ۱۶ اوت ۲۰۰۱     |
| ۱۹۳۸۳۳ | 2001 QG43   | ۱۶ اوت ۲۰۰۱     |
| ۱۹۳۸۳۴ | 2001 QQ43   | ۱۶ اوت ۲۰۰۱     |
| ۱۹۳۸۳۵ | 2001 QZ47   | ۱۶ اوت ۲۰۰۱     |
| ۱۹۳۸۳۶ | 2001 QG48   | ۱۶ اوت ۲۰۰۱     |
| ۱۹۳۸۳۷ | 2001 QQ52   | ۱۶ اوت ۲۰۰۱     |
| ۱۹۳۸۳۸ | 2001 QQ55   | ۱۶ اوت ۲۰۰۱     |
| ۱۹۳۸۳۹ | 2001 QM56   | ۱۶ اوت ۲۰۰۱     |
| ۱۹۳۸۴۰ | 2001 QC59   | ۱۷ اوت ۲۰۰۱     |
| ۱۹۳۸۴۱ | 2001 QJ63   | ۱۶ اوت ۲۰۰۱     |
| ۱۹۳۸۴۲ | 2001 QX67   | ۱۹ اوت ۲۰۰۱     |
| ۱۹۳۸۴۳ | 2001 QU72   | ۲۰ اوت ۲۰۰۱     |
| ۱۹۳۸۴۴ | 2001 QR81   | ۱۷ اوت ۲۰۰۱     |
| ۱۹۳۸۴۵ | 2001 QL100  | ۲۱ اوت ۲۰۰۱     |
| ۱۹۳۸۴۶ | 2001 QZ103  | ۲۰ اوت ۲۰۰۱     |
| ۱۹۳۸۴۷ | 2001 QG109  | ۲۰ اوت ۲۰۰۱     |
| ۱۹۳۸۴۸ | 2001 QL109  | ۲۰ اوت ۲۰۰۱     |
| ۱۹۳۸۴۹ | 2001 QK111  | ۲۶ اوت ۲۰۰۱     |
| ۱۹۳۸۵۰ | 2001 QT112  | ۲۵ اوت ۲۰۰۱     |
| ۱۹۳۸۵۱ | 2001 QM114  | ۱۷ اوت ۲۰۰۱     |
| ۱۹۳۸۵۲ | 2001 QS114  | ۱۷ اوت ۲۰۰۱     |
| ۱۹۳۸۵۳ | 2001 QY115  | ۱۷ اوت ۲۰۰۱     |
| ۱۹۳۸۵۴ | 2001 QH117  | ۱۷ اوت ۲۰۰۱     |
| ۱۹۳۸۵۵ | 2001 QZ120  | ۱۹ اوت ۲۰۰۱     |
| ۱۹۳۸۵۶ | 2001 QX123  | ۱۹ اوت ۲۰۰۱     |
| ۱۹۳۸۵۷ | 2001 QY125  | ۱۹ اوت ۲۰۰۱     |
| ۱۹۳۸۵۸ | 2001 QD127  | ۲۰ اوت ۲۰۰۱     |
| ۱۹۳۸۵۹ | 2001 QZ128  | ۲۰ اوت ۲۰۰۱     |
| ۱۹۳۸۶۰ | 2001 QT133  | ۲۱ اوت ۲۰۰۱     |
| ۱۹۳۸۶۱ | 2001 QD137  | ۲۲ اوت ۲۰۰۱     |
| ۱۹۳۸۶۲ | 2001 QK141  | ۲۴ اوت ۲۰۰۱     |
| ۱۹۳۸۶۳ | 2001 QY141  | ۲۴ اوت ۲۰۰۱     |
| ۱۹۳۸۶۴ | 2001 QA142  | ۲۴ اوت ۲۰۰۱     |
| ۱۹۳۸۶۵ | 2001 QS142  | ۲۴ اوت ۲۰۰۱     |
| ۱۹۳۸۶۶ | 2001 QC143  | ۲۱ اوت ۲۰۰۱     |
| ۱۹۳۸۶۷ | 2001 QO145  | ۲۴ اوت ۲۰۰۱     |
| ۱۹۳۸۶۸ | 2001 QC149  | ۲۱ اوت ۲۰۰۱     |
| ۱۹۳۸۶۹ | 2001 QD153  | ۲۶ اوت ۲۰۰۱     |
| ۱۹۳۸۷۰ | 2001 QF154  | ۲۹ اوت ۲۰۰۱     |
| ۱۹۳۸۷۱ | 2001 QA156  | ۲۳ اوت ۲۰۰۱     |
| ۱۹۳۸۷۲ | 2001 QO156  | ۲۳ اوت ۲۰۰۱     |
| ۱۹۳۸۷۳ | 2001 QX157  | ۲۳ اوت ۲۰۰۱     |
| ۱۹۳۸۷۴ | 2001 QA161  | ۲۳ اوت ۲۰۰۱     |
| ۱۹۳۸۷۵ | 2001 QW161  | ۲۳ اوت ۲۰۰۱     |
| ۱۹۳۸۷۶ | 2001 QW166  | ۲۴ اوت ۲۰۰۱     |
| ۱۹۳۸۷۷ | 2001 QF174  | ۲۶ اوت ۲۰۰۱     |
| ۱۹۳۸۷۸ | 2001 QT178  | ۲۷ اوت ۲۰۰۱     |
| ۱۹۳۸۷۹ | 2001 QQ179  | ۲۵ اوت ۲۰۰۱     |
| ۱۹۳۸۸۰ | 2001 QE180  | ۲۵ اوت ۲۰۰۱     |
| ۱۹۳۸۸۱ | 2001 QT180  | ۲۶ اوت ۲۰۰۱     |
| ۱۹۳۸۸۲ | 2001 QW182  | ۱۷ اوت ۲۰۰۱     |
| ۱۹۳۸۸۳ | 2001 QC183  | ۲۷ اوت ۲۰۰۱     |
| ۱۹۳۸۸۴ | 2001 QZ186  | ۲۱ اوت ۲۰۰۱     |
| ۱۹۳۸۸۵ | 2001 QN201  | ۲۲ اوت ۲۰۰۱     |
| ۱۹۳۸۸۶ | 2001 QO202  | ۲۳ اوت ۲۰۰۱     |
| ۱۹۳۸۸۷ | 2001 QO203  | ۲۳ اوت ۲۰۰۱     |
| ۱۹۳۸۸۸ | 2001 QL206  | ۲۳ اوت ۲۰۰۱     |
| ۱۹۳۸۸۹ | 2001 QW208  | ۲۳ اوت ۲۰۰۱     |
| ۱۹۳۸۹۰ | 2001 QK215  | ۲۳ اوت ۲۰۰۱     |
| ۱۹۳۸۹۱ | 2001 QM215  | ۲۳ اوت ۲۰۰۱     |
| ۱۹۳۸۹۲ | 2001 QZ215  | ۲۳ اوت ۲۰۰۱     |
| ۱۹۳۸۹۳ | 2001 QF218  | ۲۳ اوت ۲۰۰۱     |
| ۱۹۳۸۹۴ | 2001 QH225  | ۲۴ اوت ۲۰۰۱     |
| ۱۹۳۸۹۵ | 2001 QJ226  | ۲۴ اوت ۲۰۰۱     |
| ۱۹۳۸۹۶ | 2001 QX229  | ۲۴ اوت ۲۰۰۱     |
| ۱۹۳۸۹۷ | 2001 QF230  | ۲۴ اوت ۲۰۰۱     |
| ۱۹۳۸۹۸ | 2001 QK230  | ۲۴ اوت ۲۰۰۱     |
| ۱۹۳۸۹۹ | 2001 QY230  | ۲۴ اوت ۲۰۰۱     |
| ۱۹۳۹۰۰ | 2001 QE234  | ۲۴ اوت ۲۰۰۱     |
| ۱۹۳۹۰۱ | 2001 QZ237  | ۲۴ اوت ۲۰۰۱     |
| ۱۹۳۹۰۲ | 2001 QJ242  | ۲۴ اوت ۲۰۰۱     |
| ۱۹۳۹۰۳ | 2001 QC245  | ۲۴ اوت ۲۰۰۱     |
| ۱۹۳۹۰۴ | 2001 QB247  | ۲۴ اوت ۲۰۰۱     |
| ۱۹۳۹۰۵ | 2001 QN247  | ۲۴ اوت ۲۰۰۱     |
| ۱۹۳۹۰۶ | 2001 QP247  | ۲۴ اوت ۲۰۰۱     |
| ۱۹۳۹۰۷ | 2001 QT247  | ۲۴ اوت ۲۰۰۱     |
| ۱۹۳۹۰۸ | 2001 QR248  | ۲۴ اوت ۲۰۰۱     |
| ۱۹۳۹۰۹ | 2001 QH249  | ۲۴ اوت ۲۰۰۱     |
| ۱۹۳۹۱۰ | 2001 QY249  | ۲۴ اوت ۲۰۰۱     |
| ۱۹۳۹۱۱ | 2001 QW252  | ۲۵ اوت ۲۰۰۱     |
| ۱۹۳۹۱۲ | 2001 QT255  | ۲۵ اوت ۲۰۰۱     |
| ۱۹۳۹۱۳ | 2001 QV255  | ۲۵ اوت ۲۰۰۱     |
| ۱۹۳۹۱۴ | 2001 QA261  | ۲۵ اوت ۲۰۰۱     |
| ۱۹۳۹۱۵ | 2001 QE268  | ۲۰ اوت ۲۰۰۱     |
| ۱۹۳۹۱۶ | 2001 QF270  | ۱۹ اوت ۲۰۰۱     |
| ۱۹۳۹۱۷ | 2001 QF273  | ۱۹ اوت ۲۰۰۱     |
| ۱۹۳۹۱۸ | 2001 QH276  | ۱۹ اوت ۲۰۰۱     |
| ۱۹۳۹۱۹ | 2001 QS278  | ۱۹ اوت ۲۰۰۱     |
| ۱۹۳۹۲۰ | 2001 QO284  | ۳۰ اوت ۲۰۰۱     |
| ۱۹۳۹۲۱ | 2001 QE287  | ۱۷ اوت ۲۰۰۱     |
| ۱۹۳۹۲۲ | 2001 QC288  | ۱۷ اوت ۲۰۰۱     |
| ۱۹۳۹۲۳ | 2001 QY291  | ۱۶ اوت ۲۰۰۱     |
| ۱۹۳۹۲۴ | 2001 QR293  | ۲۸ اوت ۲۰۰۱     |
| ۱۹۳۹۲۵ | 2001 QC330  | ۲۵ اوت ۲۰۰۱     |
| ۱۹۳۹۲۶ | 2001 RW2    | ۹ سپتامبر ۲۰۰۱  |
| ۱۹۳۹۲۷ | 2001 RQ5    | ۹ سپتامبر ۲۰۰۱  |
| ۱۹۳۹۲۸ | 2001 RJ15   | ۱۰ سپتامبر ۲۰۰۱ |
| ۱۹۳۹۲۹ | 2001 RF21   | ۷ سپتامبر ۲۰۰۱  |
| ۱۹۳۹۳۰ | 2001 RF22   | ۷ سپتامبر ۲۰۰۱  |
| ۱۹۳۹۳۱ | 2001 RM25   | ۷ سپتامبر ۲۰۰۱  |
| ۱۹۳۹۳۲ | 2001 RO25   | ۷ سپتامبر ۲۰۰۱  |
| ۱۹۳۹۳۳ | 2001 RR25   | ۷ سپتامبر ۲۰۰۱  |
| ۱۹۳۹۳۴ | 2001 RW27   | ۷ سپتامبر ۲۰۰۱  |
| ۱۹۳۹۳۵ | 2001 RX27   | ۷ سپتامبر ۲۰۰۱  |
| ۱۹۳۹۳۶ | 2001 RG28   | ۷ سپتامبر ۲۰۰۱  |
| ۱۹۳۹۳۷ | 2001 RT28   | ۷ سپتامبر ۲۰۰۱  |
| ۱۹۳۹۳۸ | 2001 RU30   | ۷ سپتامبر ۲۰۰۱  |
| ۱۹۳۹۳۹ | 2001 RL32   | ۸ سپتامبر ۲۰۰۱  |
| ۱۹۳۹۴۰ | 2001 RC34   | ۸ سپتامبر ۲۰۰۱  |
| ۱۹۳۹۴۱ | 2001 RV34   | ۸ سپتامبر ۲۰۰۱  |
| ۱۹۳۹۴۲ | 2001 RQ36   | ۸ سپتامبر ۲۰۰۱  |
| ۱۹۳۹۴۳ | 2001 RV37   | ۸ سپتامبر ۲۰۰۱  |
| ۱۹۳۹۴۴ | 2001 RY38   | ۹ سپتامبر ۲۰۰۱  |
| ۱۹۳۹۴۵ | 2001 RT42   | ۱۱ سپتامبر ۲۰۰۱ |
| ۱۹۳۹۴۶ | 2001 RH43   | ۱۱ سپتامبر ۲۰۰۱ |
| ۱۹۳۹۴۷ | 2001 RA46   | ۱۵ سپتامبر ۲۰۰۱ |
| ۱۹۳۹۴۸ | 2001 RQ47   | ۱۲ سپتامبر ۲۰۰۱ |
| ۱۹۳۹۴۹ | 2001 RM52   | ۱۲ سپتامبر ۲۰۰۱ |
| ۱۹۳۹۵۰ | 2001 RP56   | ۱۲ سپتامبر ۲۰۰۱ |
| ۱۹۳۹۵۱ | 2001 RK58   | ۱۲ سپتامبر ۲۰۰۱ |
| ۱۹۳۹۵۲ | 2001 RH62   | ۱۲ سپتامبر ۲۰۰۱ |
| ۱۹۳۹۵۳ | 2001 RP64   | ۱۰ سپتامبر ۲۰۰۱ |
| ۱۹۳۹۵۴ | 2001 RW65   | ۱۰ سپتامبر ۲۰۰۱ |
| ۱۹۳۹۵۵ | 2001 RC68   | ۱۰ سپتامبر ۲۰۰۱ |
| ۱۹۳۹۵۶ | 2001 RU68   | ۱۰ سپتامبر ۲۰۰۱ |
| ۱۹۳۹۵۷ | 2001 RX72   | ۱۰ سپتامبر ۲۰۰۱ |
| ۱۹۳۹۵۸ | 2001 RH74   | ۱۰ سپتامبر ۲۰۰۱ |
| ۱۹۳۹۵۹ | 2001 RL80   | ۱۳ سپتامبر ۲۰۰۱ |
| ۱۹۳۹۶۰ | 2001 RG81   | ۱۴ سپتامبر ۲۰۰۱ |
| ۱۹۳۹۶۱ | 2001 RE83   | ۱۱ سپتامبر ۲۰۰۱ |
| ۱۹۳۹۶۲ | 2001 RK86   | ۱۱ سپتامبر ۲۰۰۱ |
| ۱۹۳۹۶۳ | 2001 RM88   | ۱۱ سپتامبر ۲۰۰۱ |
| ۱۹۳۹۶۴ | 2001 RD90   | ۱۱ سپتامبر ۲۰۰۱ |
| ۱۹۳۹۶۵ | 2001 RE90   | ۱۱ سپتامبر ۲۰۰۱ |
| ۱۹۳۹۶۶ | 2001 RA92   | ۱۱ سپتامبر ۲۰۰۱ |
| ۱۹۳۹۶۷ | 2001 RC93   | ۱۱ سپتامبر ۲۰۰۱ |
| ۱۹۳۹۶۸ | 2001 RV93   | ۱۱ سپتامبر ۲۰۰۱ |
| ۱۹۳۹۶۹ | 2001 RY94   | ۱۱ سپتامبر ۲۰۰۱ |
| ۱۹۳۹۷۰ | 2001 RW98   | ۱۲ سپتامبر ۲۰۰۱ |
| ۱۹۳۹۷۱ | 2001 RW99   | ۱۲ سپتامبر ۲۰۰۱ |
| ۱۹۳۹۷۲ | 2001 RD102  | ۱۲ سپتامبر ۲۰۰۱ |
| ۱۹۳۹۷۳ | 2001 RA103  | ۱۲ سپتامبر ۲۰۰۱ |
| ۱۹۳۹۷۴ | 2001 RW104  | ۱۲ سپتامبر ۲۰۰۱ |
| ۱۹۳۹۷۵ | 2001 RQ106  | ۱۲ سپتامبر ۲۰۰۱ |
| ۱۹۳۹۷۶ | 2001 RV116  | ۱۲ سپتامبر ۲۰۰۱ |
| ۱۹۳۹۷۷ | 2001 RG120  | ۱۲ سپتامبر ۲۰۰۱ |
| ۱۹۳۹۷۸ | 2001 RD121  | ۱۲ سپتامبر ۲۰۰۱ |
| ۱۹۳۹۷۹ | 2001 RK124  | ۱۲ سپتامبر ۲۰۰۱ |
| ۱۹۳۹۸۰ | 2001 RL125  | ۱۲ سپتامبر ۲۰۰۱ |
| ۱۹۳۹۸۱ | 2001 RB126  | ۱۲ سپتامبر ۲۰۰۱ |
| ۱۹۳۹۸۲ | 2001 RK126  | ۱۲ سپتامبر ۲۰۰۱ |
| ۱۹۳۹۸۳ | 2001 RE127  | ۱۲ سپتامبر ۲۰۰۱ |
| ۱۹۳۹۸۴ | 2001 RU130  | ۱۲ سپتامبر ۲۰۰۱ |
| ۱۹۳۹۸۵ | 2001 RQ132  | ۱۲ سپتامبر ۲۰۰۱ |
| ۱۹۳۹۸۶ | 2001 RC134  | ۱۲ سپتامبر ۲۰۰۱ |
| ۱۹۳۹۸۷ | 2001 RZ135  | ۱۲ سپتامبر ۲۰۰۱ |
| ۱۹۳۹۸۸ | 2001 RC137  | ۱۲ سپتامبر ۲۰۰۱ |
| ۱۹۳۹۸۹ | 2001 RC141  | ۱۲ سپتامبر ۲۰۰۱ |
| ۱۹۳۹۹۰ | 2001 RQ147  | ۹ سپتامبر ۲۰۰۱  |
| ۱۹۳۹۹۱ | 2001 RA149  | ۱۰ سپتامبر ۲۰۰۱ |
| ۱۹۳۹۹۲ | 2001 RJ149  | ۱۰ سپتامبر ۲۰۰۱ |
| ۱۹۳۹۹۳ | 2001 RX150  | ۱۱ سپتامبر ۲۰۰۱ |
| ۱۹۳۹۹۴ | 2001 RE151  | ۱۱ سپتامبر ۲۰۰۱ |
| ۱۹۳۹۹۵ | 2001 RK151  | ۱۱ سپتامبر ۲۰۰۱ |
| ۱۹۳۹۹۶ | 2001 RE152  | ۱۱ سپتامبر ۲۰۰۱ |
| ۱۹۳۹۹۷ | 2001 RM152  | ۱۱ سپتامبر ۲۰۰۱ |
| ۱۹۳۹۹۸ | 2001 RP152  | ۱۱ سپتامبر ۲۰۰۱ |
| ۱۹۳۹۹۹ | 2001 RO153  | ۱۳ سپتامبر ۲۰۰۱ |
| ۱۹۴۰۰۰ | 2001 RC154  | ۱۵ سپتامبر ۲۰۰۱ |